# Reconquista
Pour les articles homonymes, voir Reconquête et Reconquista (homonymie).
Pour des articles plus généraux, voir Histoire d'al-Andalus, Histoire de l'Espagne et Espagnes médiévales.
Batailles
- Covadonga (722)
- Burbia (791)
- Lutos (794)
- Barcelone  (801)
- Clavijo (844)
- San Esteban de Gormaz  (917)
- Simancas (939)
- Barcelone (985)
- Torà (1006)
- Barbastro (1064)
- Sagrajas (1086)
- Quart (1094)
- Alcoraz (1096)
- Bairén (1097)
- Consuegra (1097)
- Uclès (1108)
- Croisade norvégienne (1108-1109)
- Valtierra (1110)
- Congost de Martorell (1114)
- Cutanda (1120)
- Fraga (1134)
- Oreja (1139)
- Ourique (1139)
- Coria  (1142)
- Santarém  (1147)
- Lisbonne  (1147)
- Santarém  (1184)
- Alarcos (1195)
- Al-Damus  (1210)
- Las Navas de Tolosa (1212)
- Majorque  (1229)
- Jerez (1231)
- Puig de Cebolla (1237)
- Séville (1247-1248)
- Salé (1260)
- Révolte mudéjar  (1264-1266)
- Écija (1275)
- Algésiras  (1278-1279)
- Moclín  (1280)
- Gibraltar  (1309)
- Gibraltar  (1315)
- Gibraltar  (1333)
- Tarifa / Río Salado (1340)
- Algésiras  (1342-1344)
- Gibraltar  (1349-1350)
- Gibraltar  (1411)
- Ceuta (1415)
- La Higueruela (1431)
- Campagne de Grenade (1482-1492) : Lucena - Grenade

La Reconquista (mot espagnol et portugais, en français : « la Reconquête ») est le nom donné à la période de conflit entre les royaumes chrétiens du Nord de l'Espagne et les territoires musulmans d'Al-Andalus jusqu'à leur disparition complète de la péninsule Ibérique en 1492. Après la conquête de l'Hispanie wisigothe en 711, les Omeyyades structurent leur pouvoir jusqu'à l'avènement du califat de Cordoue. Malgré quelques avancées chrétiennes au nord avec le soutien des Francs au VIIIe siècle et l'établissement de la marche d'Espagne et les difficultés internes d'Al Andalus pendant le IXe siècle, les forces musulmanes dominent et contrôlent la péninsule. La guerre civile (1013-1031) et la chute du Califat ouvrent la voie à une progression rapide des royaumes chrétiens : dès 1085 le royaume de Castille prend Tolède et installe Alphonse VI au centre de la péninsule. Cette avancée provoque la restructuration des pouvoirs d'Al Andalus autour de la dynastie des Almoravides. En 1212 la bataille de Las Navas de Tolosa, avec l'appui des ordres chevaliers et croisés accélère le délitement de la dynastie Almohades et réduit la présence musulmane dans la péninsule au royaume nazari de Grenade qui devient vassal de la Castille. Sa chute en 1492 marque la fin de près de 800 ans de pouvoirs musulmans dans la péninsule ibérique.
L'historiographie traditionnelle utilise le terme de « Reconquista » à partir du XIXe siècle, en remplacement de la vision précédente d'une « restauration » des royaumes chrétiens wisigoths comprise comme la conquête de nouveaux territoires par de nouvelles monarchies pour rétablir un ordre politique et religieux préexistant. Les objectifs de la reconquête changent. Si certains souverains de Castille avaient pu avoir l'ambition d'être les souverains des chrétiens comme des musulmans, au XVe siècle, la politique d'Isabelle la Catholique est l'unification de l'Espagne par la religion chrétienne.
La Reconquista est traditionnellement donnée comme débutant l'année 722 et s'achevant précisément le 2 janvier 1492. La première date correspond à la première victoire des forces chrétiennes contre les troupes musulmanes arabo-berbères, à la bataille de Covadonga dans la cordillère Cantabrique, affrontement limité engageant de faibles effectifs mais élevé à un niveau légendaire, et qui permit l'établissement du royaume des Asturies. La seconde date marque la prise de Grenade par les « Rois catholiques », faisant disparaitre le dernier bastion musulman dans la péninsule ibérique.
Malgré un nom unique, englobant l'essentiel du Moyen Âge Ibérique sur une durée de huit siècles, la Reconquista n'est pas un processus politiquement uniforme, ni continu temporellement ou géographiquement. L'avancée chrétienne subit de nombreuses interruptions, atteignant jusqu'à cent dix ans, et des épisodes de pertes territoriales. Les monarchies espagnoles et portugaises ne différencient pas les reconquêtes des terres ibériques des conquêtes de l'Afrique du Nord commencées en 1415, dans ce qui deviendra le Maroc portugais.
La notion de Reconquista soulève de nombreux débats portant sur la pertinence du terme, sur les dates de début et de fin, sur l'historiographie et sur la capacité du concept à traduire au XXIe siècle les réalités médiévales.

## Dénomination, définition et débat sur les limites du concept
Si la volonté de « reconquête » apparaît dès 722 chez les chrétiens ibériques en réaction à la conquête musulmane, l'apparition du terme date du XIXe siècle, en tant que concept pour les historiens afin de désigner cette période et se fait dans un contexte nationaliste pour ce qui était auparavant connu sous le nom de « restauration » des royaumes chrétiens wisigoths, entendue comme la conquête de nouvelles terres par de nouvelles monarchies, qui cherchaient à rétablir un ordre politique et religieux préexistant,.
Bien qu'il soit compliqué de différencier la reconquête de la conquête sur une période si longue, la Reconquista ne représente pas une période unie et cohérente, car les combats ne sont pas continus, et ne se réduisent pas à un simple affrontement entre deux camps étanches. Faute de meilleur terme, celui-ci reste utilisé par les historiens en dépit de leur désaccord sur ce qu'il sous-entend. Les historiens de langue arabe utilisent le terme istirdad qui traduit exactement Reconquista.
Par ailleurs, plusieurs dates de départ sont traditionnellement admises, notamment 722 (conquête musulmane) et 1031 (chute du califat de Cordoue). Bien que diverse et s'étendant sur près de huit siècles, la Reconquista est souvent montrée comme un mouvement continu, volontaire et inéluctable dès 722, un exemple de construction historiographique téléologique d'un roman national.
En 2010, Eduardo Manzano Moreno (es) expliquait que les chroniques de l'époque d'Alphonse III des Asturies furent écrites entre la deuxième partie du IXe et le début du Xe siècle, époque où Al-Andalus était secoué par une profonde crise, décrite comme une guerre civile opposant le pouvoir arabes aux convertis, les mozarabes. La profondeur de cette crise fit penser aux chroniqueurs que la fin de la présence musulmane dans la péninsule était proche. Mais « lorsque ces hypothèses échouèrent, on réajusta le programme d'après les nouvelles conditions que les siècles postérieurs apportèrent, même si l'idée de « perte » et de « récupération » de ce qui était perdu resta présent au fil des siècles ». Mais les mentions postérieures « atténuèrent considérablement la composante religieuse. Ainsi, en plein XIVe siècle, don Juan Manuel affirmait qu'« il y a une guerre entre chrétiens et maures, et elle continuera tant jusqu'à ce que les chrétiens aient pris les terres que les maures ont capturées », mais il niait que le conflit ait un fondement religieux parce que « ni par la loi, ni par la secte qu'ils ont [les maures] il n'y aurait de guerre entre ces deux ».
Des années plus tard, le même auteur, expliquait que le terme « Reconquista » présuppose de façon erronée la continuité entre les royaumes et comtés chrétiens du Nord et la monarchie wisigothe antérieure à la conquête musulmane, comme si Al-Andalus avait été une simple parenthèse historique dans l'évolution de la péninsule. De la même façon, il interroge le terme repoblación (repeuplement), et indique qu'Al-Andalus « fut commodément supprimé de façon subite et radicale après l'occupation chrétienne ». Il propose d'abandonner le binôme reconquista/repoblación pour se référer à l'expansion chrétienne, sans supposer un retour aux situations préexistantes, « sans que ça n'implique que l'occupation des enclaves et territoires n'altère substantiellement les situations antérieures, ni qu'il y a eu d'importants abandons de certaines enclaves, ni que, en fin, on ne mit en place de nouvelles organisations qui donnèrent les formes présentes aux sociétés du bas Moyen Âge. Il y eut une certaine continuité, mais également des changements dramatiques, et ces derniers augmentèrent avec le temps jusqu'à rendre méconnaissable l'ancienne société andalusi ».
Lors de la bataille de Las Navas de Tolosa (1212), le pape Innocent III accorde la rémission de leurs péchés aux combattants, lorsqu'il attribue à l'Espagne la bulle de la sainte croisade. La formation d'ordres chevaleresques religieux et militaires commence au XIIe siècle, avec notamment les ordres d'Alcántara, de Santiago, etc. inspirés des succès de l'ordre du Temple formé en 1120.
Lors de la crise du XIVe siècle, la reconquête militaire est interrompue, et durant une période de cent dix ans entre 1350 et 1460, la frontière est globalement en paix pendant quatre-vingt-cinq ans, malgré la prise d'Antequera. Le royaume de Castille accepte alors la mainmise musulmane sur Gibraltar et une vassalité des derniers territoires du royaume de Grenade dans les affaires duquel il intervient souvent.

## Conquête musulmane

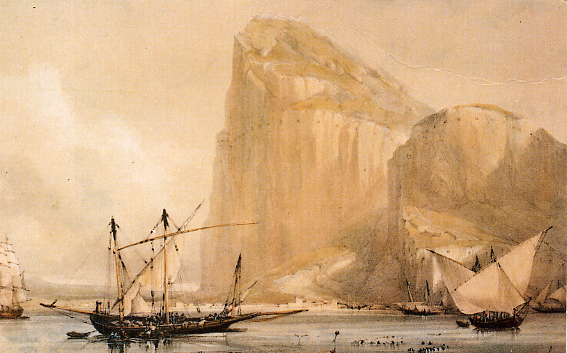
Rocher de Gibraltar d'où débuta la conquête de l'Hispanie.

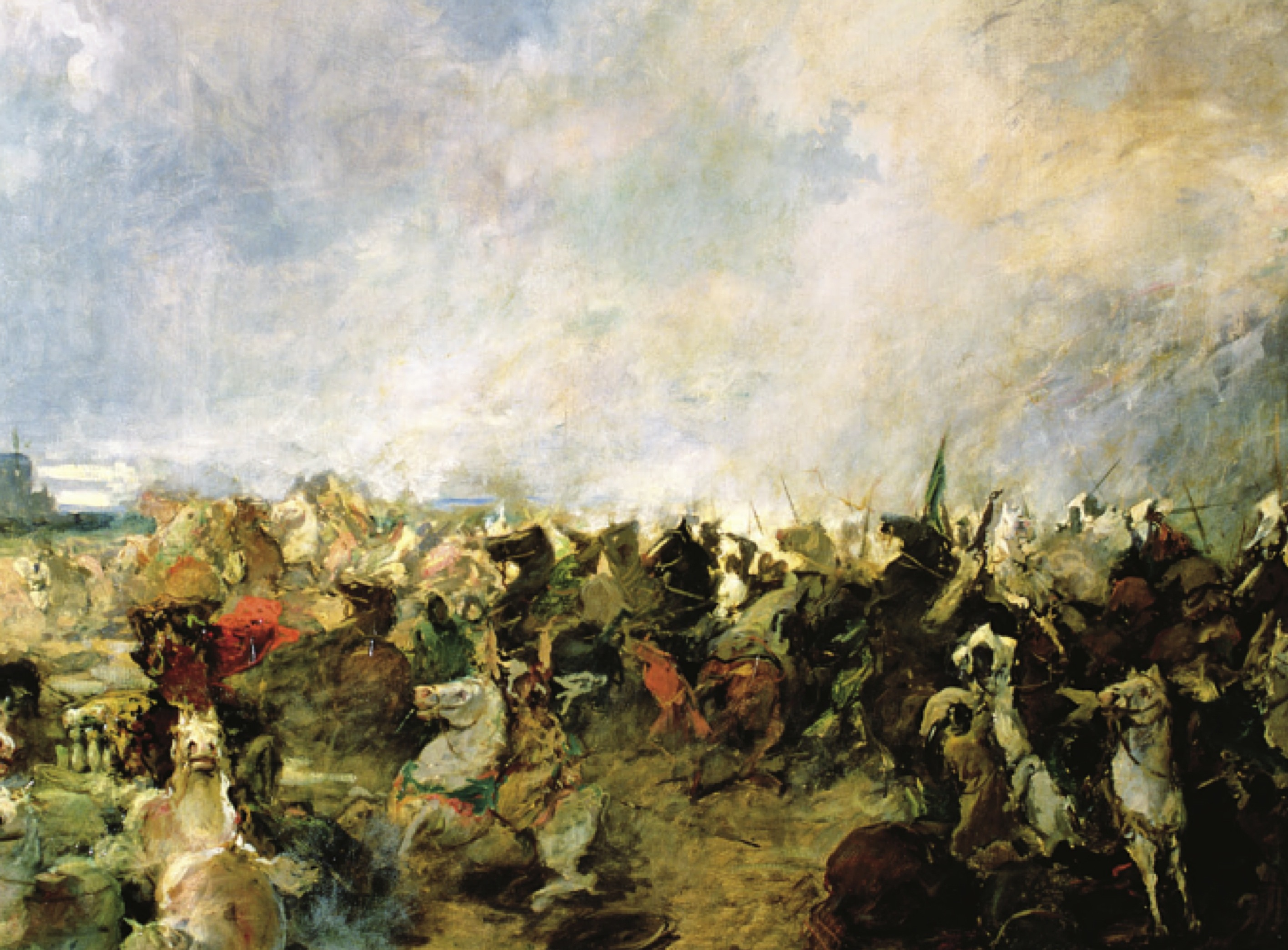
Bataille du Guadalete.

Hispanie en 721, après la conquête musulmane des derniers royaumes wisigoths de Narbonne.

Depuis la fin de l'Hispanie romaine, les Wisigoths, ayant assujetti les Suèves durant la période dite de l'« Hispanie wisigothe », dominent la péninsule Ibérique (royaume wisigoth de Tolède).
En 711 a lieu dans la péninsule Ibérique la première invasion musulmane. Celle-ci arrive d'Afrique du Nord par le détroit de Gibraltar, qui doit précisément son nom actuel à Tariq ibnou Ziyad, général qui commande l’expédition, et que le roi Rodéric (Rodrigo en espagnol), l'un des derniers rois wisigoths, combat personnellement. Le Roi Rodéric perd cependant la vie lors de la bataille du Guadalete. Tariq est appelé à Damas, alors capitale du califat, pour informer de sa victoire et ne revient pas. Sa place est prise par le gouverneur Abd al-Aziz, qui épouse Egilona, veuve du roi Rodéric, et organise ces territoires sous la forme d’un émirat dépendant du califat.

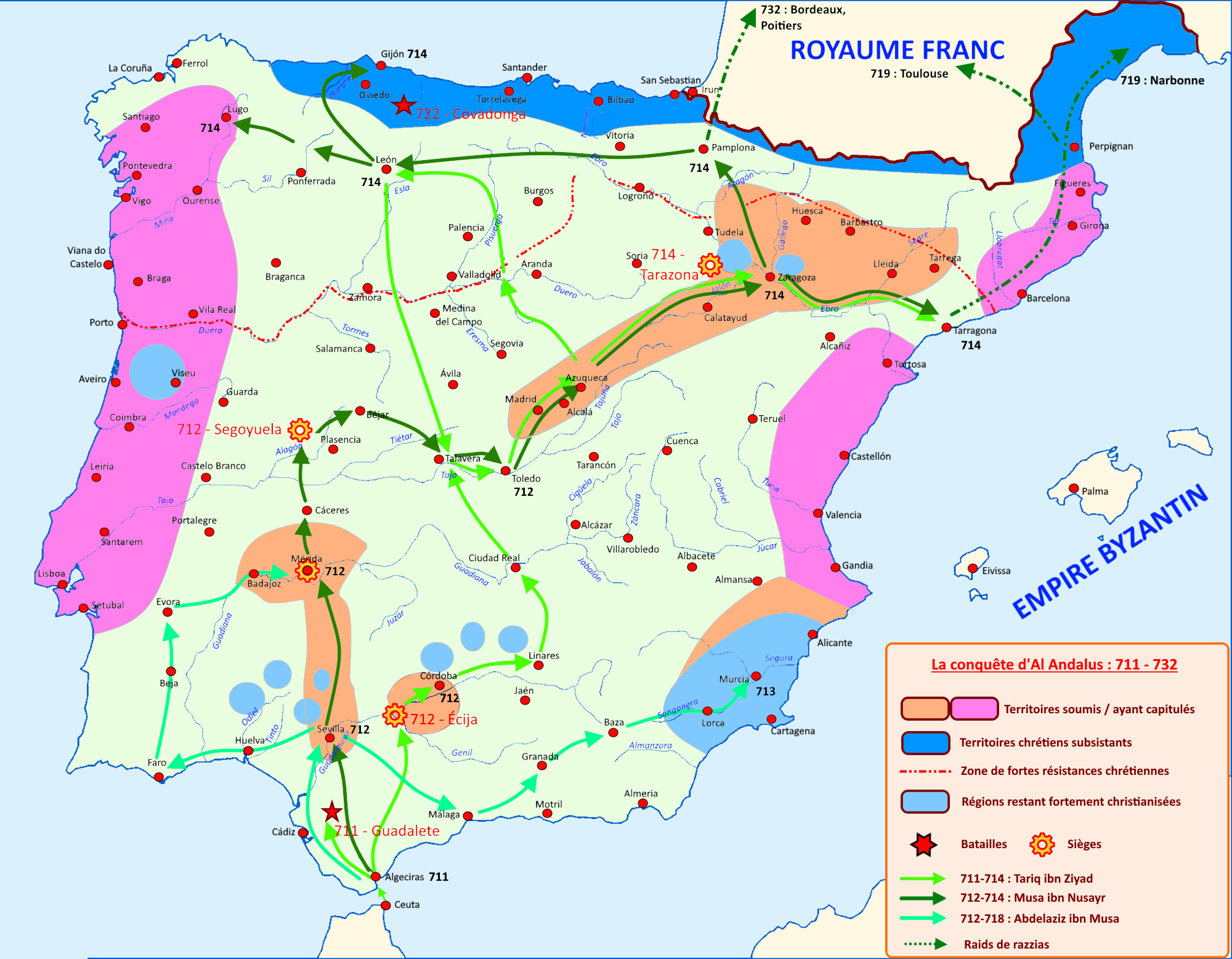
Conquête musulmane de la péninsule de 711 à 718.

Si l'invasion islamique est rapide et énergique, le retour à la stabilité politique et militaire est long. L’Émirat met immédiatement en place une politique de traités avec les nobles wisigoths qui lui permet de contrôler le reste de la péninsule. En 716, les Arabes commencent à diriger leurs forces vers les Pyrénées pour tenter d'entrer dans le royaume des Francs alors qu'Abd al-Aziz est assassiné à Séville générant une crise telle que, durant les quarante années suivantes, vingt gouverneurs se succèdent à la tête de l’Émirat qui fait face à de nombreux soulèvements. L'instabilité se poursuit au-delà de la prise de pouvoir mouvementée d'Abd al-Rahman à la tête de l'Émirat qui laisse néanmoins à son fils un territoire indépendant et relativement stable en 788.
En plus de facteurs endogènes qui conduisent à l'expansion mondiale de l'islam, cette évolution rapide est expliquée par les faiblesses des Wisigoths car leur domination sur la péninsule est fragile et incomplète : en 711, le roi Rodrigo dirige encore une campagne militaire contre les Basques dans le Nord. De plus, les élites wisigothiques sont divisées par des affrontements liés à la succession au trône de la monarchie qui est élective et non héréditaire. Les partisans de Rodrigo, duc de Bétique, s'opposent à ceux d'Agila II à Tarragone.
L'aristocratie terrienne, convertie tardivement au christianisme nicéen, est doublée d’une population libre ou servile, dont les conditions de vie difficiles la rendent mécontente. Beaucoup voient la conquête arabe comme une amélioration de leur situation[réf. nécessaire]. Enfin, la baisse de l'activité commerciale conduit à une sous-estimation de la population juive, qui participe largement à cette invasion. Les juifs, maltraités lors des règnes précédents, notamment avec leur conversion forcée en 617, offrent un accueil favorable aux musulmans[précision nécessaire], trouvant également un avantage dans la situation des minorités hébraïques protégées par la juridiction islamique plutôt que wisigothe,. Enfin, le royaume wisigoth avait été particulièrement touché par des famines consécutives à des sécheresses et par des épidémies — la peste de Justinien — créant un fort déficit de population qui contribue à sa faiblesse et à sa chute[source insuffisante].

## Haut Moyen Âge
Les envahisseurs tentent de poursuivre leurs avancées au nord des Pyrénées, vers des régions plus riches que la péninsule ibérique, mais ils échouent d'abord à Toulouse en 721, puis définitivement à Poitiers en 732. À partir de cette date, les francs reprennent le terrain jusqu'à la prise de Narbonne par Pépin le Bref en 759. Une deuxième tentative maure de s'implanter en Provence, vers 890, finira en 973.
Le fait que les musulmans orientent leurs efforts vers le nord, et s'y cassent les dents, favorise la résistance chrétienne dans la péninsule ibérique. Deux foyers naissent (dans les Asturies et les Pyrénées), qui vont se consolider en différents royaumes pendant les trois siècles suivants.
Ce ralentissement voire ce recul des conquêtes islamiques au nord a également pour cause des problèmes internes à ce nouvel Émirat. La révolte berbère au Maghreb en 740 et son développement à Cordoue conduit au rapatriement vers al-Andalus de soldats installés en Provence. En 750, le renversement de la dynastie Omeyyades de Damas par les Abbassides modifie la position géopolitique de la péninsule ibérique aux mains des Omeyyades. L'émirat omeyyade de Cordoue est fondé en 756 par Abd al-Rahman Ier . Ce dernier, surtout concentré à « déjouer les complots fomentés par les Abbassides, à renforcer son pouvoir et à organiser son jeune État, ne peut poursuivre les conquêtes vers le Nord ».

### Les Asturies

Royaume des Asturies, vers 910, sous le règne d'Alphonse III des Asturies (848-910).

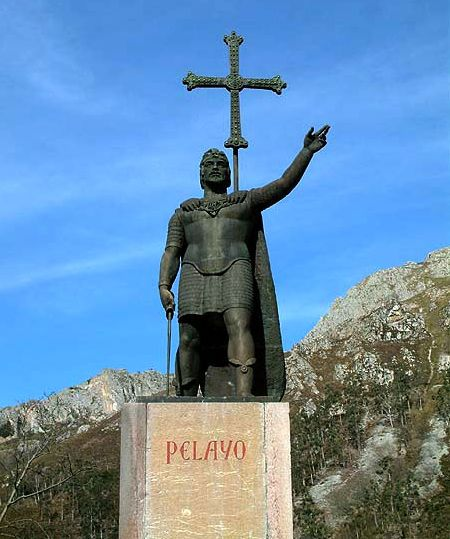
Statue de Pélage le Conquérant à Covadonga.

En 718, un noble wisigoth connu sous le nom de Pélage (Pelayo el Conquistador) se révolte. Cependant il échoue, est fait prisonnier et envoyé à « Córdoba » (terme qui désigne alors l’ensemble du califat de Cordoue et pas seulement la ville de Cordoue).
Il s’échappe et organise, dans les montagnes des Asturies, une deuxième révolte concrétisée en 722 par la bataille de Covadonga. Cet événement est considéré comme le début de la Reconquête. Pélage avec les Astures d'origine celtique, quelques nobles wisigoths, et une population wisigothe fuyant vers le nord pour rejoindre la résistance, est à l'origine du royaume des Asturies, dont les souverains se considéreront plus tard comme les successeurs des rois wisigoths, et fondement de la future Reconquista. L'interprétation de la bataille de Covadonga est sujette à controverses : tandis que dans les chroniques chrétiennes, elle apparaît comme « une grande victoire contre les infidèles avec l'aide de Dieu », les chroniqueurs arabes décrivent une confrontation avec un petit groupe de chrétiens, qu’ils vainquirent et se refusèrent à poursuivre après qu’ils furent considérés comme inoffensifs. Quoi qu'il en soit, cette bataille de Covadonga, malgré des forces en présence minimes, a un tel retentissement qu’elle polarise autour de Don Pelayo un foyer de résistance aux musulmans, ce qui en fait un événement politique et stratégique majeur, qui sera par la suite magnifiée à un niveau légendaire. Les chrétiens des Asturies acclament Pélage pour roi, il conduit la lutte contre les Maures de 718 à 737.
Les Arabes se retirent pour contrôler la partie la plus méridionale de la péninsule. De leur point de vue, la domination d’une région montagneuse aux ressources limitées et aux hivers extrêmement rudes n'est pas intéressante et leur faible contingent initial ne permet pas un contrôle effectif des territoires sans accords avec les seigneurs locaux. En somme, contrôler ces territoires marginaux implique plus de coûts que de bénéfices, d'autant plus que les chrétiens dans cette région ne représentent aucun danger. D'ailleurs l'urgence est alors la gestion de la contre-offensive de Pépin le Bref au nord des Pyrénées. Cependant, l'expansion rapide du petit royaume inquiète rapidement les autorités. À partir de 740, sous le règne d'Alphonse Ier (739-757), successeur de Pélage, à la faveur de luttes confuses entre les différents chefs de guerre qui refusent l'autorité du calife de Cordoue et d'un désintérêt des musulmans pour les terres de Galice et du Douro, les cités d'Astorga et de León sont prises. Alphonse Ier installe la capitale d'une monarchie asturio-léonaise à León et organise des expéditions qui conduisent à la prise des cités de Braga, Porto, Viseu et Chaves. Ce sont des conquêtes sans lendemain car le roi ne dispose pas de forces suffisantes pour les conserver et les repeupler. Avant même que toutes ces terres ne soient reconquises, on distingue dans le royaume de León quatre grandes divisions administratives : les Asturies, le León, la Galice et la Castille.

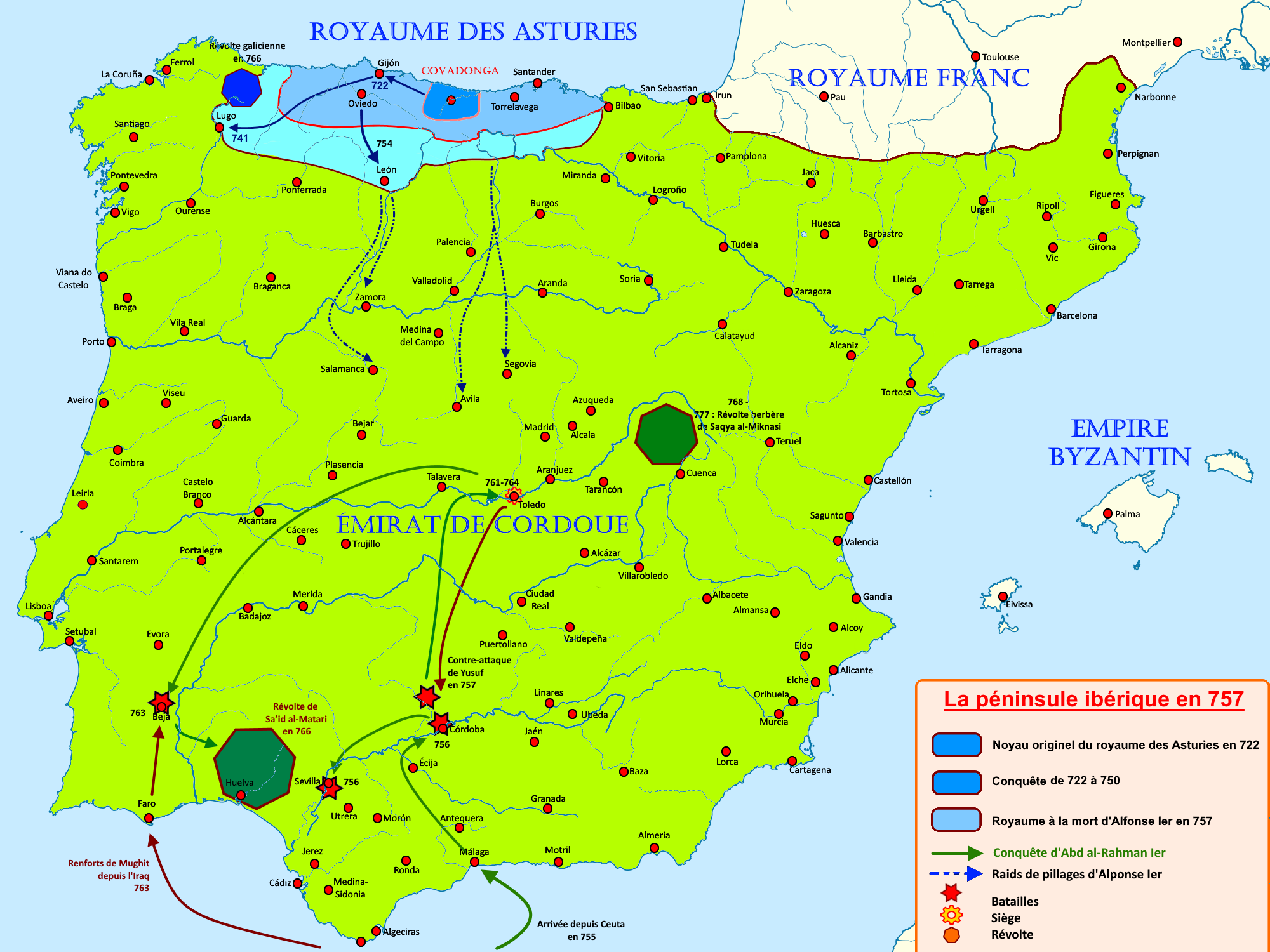
Péninsule Ibérique en 757.

Ces territoires servent alors pour harceler Al-Andalus et pour annexer de nouvelles terres. Le califat de Cordoue organise des raids successifs. Du temps d’Alphonse II, il y en a un par an sur le territoire asturien. Mais le royaume survit et continue à se développer. Le Douro est franchi en 878 avec des victoires importantes, comme la bataille de Lutos et celle de Polvoraria (es). Une campagne à Lisbonne, attribuée à Alphonse II, est signalée en 809.
Le royaume des Asturies qui a initialement un caractère asturien change en raison de la venue d’immigrants de culture hispano-gothique fuyant vers ce royaume chrétien du Nord. Le royaume est cependant très lié durant cette période à l’Empire carolingien, en particulier après la « découverte » de la tombe présumée de l'apôtre saint Jacques. Cette découverte va réussir à lier l'Europe chrétienne avec le royaume des Asturies contre une occupation islamisée du Sud de la péninsule.
Le royaume des Asturies subit plusieurs divisions, la première ayant lieu en 910 à la mort du roi Alphonse III des Asturies. Le royaume est d’abord partagé entre trois de ses cinq enfants : García, Ordoño et Fruela. Ces territoires incluent, outre les Asturies, le comté de León, celui de Castille, la Galice, les marches de l’Alava et du Portugal alors à la frontière sud de la Galice. García reçoit le León, la Castille et l’Álava fondant le royaume de León. Ordoño reçoit la Galice et le Portugal, et Fruela garde les Asturies.

### Le foyer pyrénéen
Le royaume de Pampelune, plus tard appelé royaume de Navarre, a comme origine la famille Banu Qasi qui signe un accord avec les muladies de Tudela. Son premier roi est Eneko Arista (Iñigo Arista en espagnol). Au début du Xe siècle, la famille Jimena remplace la famille Arista et Sanche Garcés Ier qui en est le premier roi, remporte de grands succès militaires. Pampelune parvient à contrôler sa Navarre originelle, La Rioja, alors appelée royaume de Nájer (es), et ce qui se nommera plus tard le Pays basque. Des unions dynastiques permettent de prendre le contrôle des comtés de Castille, dépendant du León quoique très autonome, et d’Aragon après s’être transformées en dynastie héréditaire avec le comte Aznar Galíndez, Sobrarbe et Ribagorza dans les Pyrénées sous le règne de Sanche III le Grand. À sa mort, il lègue le royaume de Pampelune à García IV de Navarre, à qui doivent être subordonnés les dirigeants des autres parties de son royaume : Fernando, qui reçoit le comté de Castille et Ramiro, qui reçoit le comté d'Aragon, devenant cependant indépendant après l'annexion en 1045 de Sobrarbe et Ribagorza, comtés hérités par son frère cadet, Gonzalo.

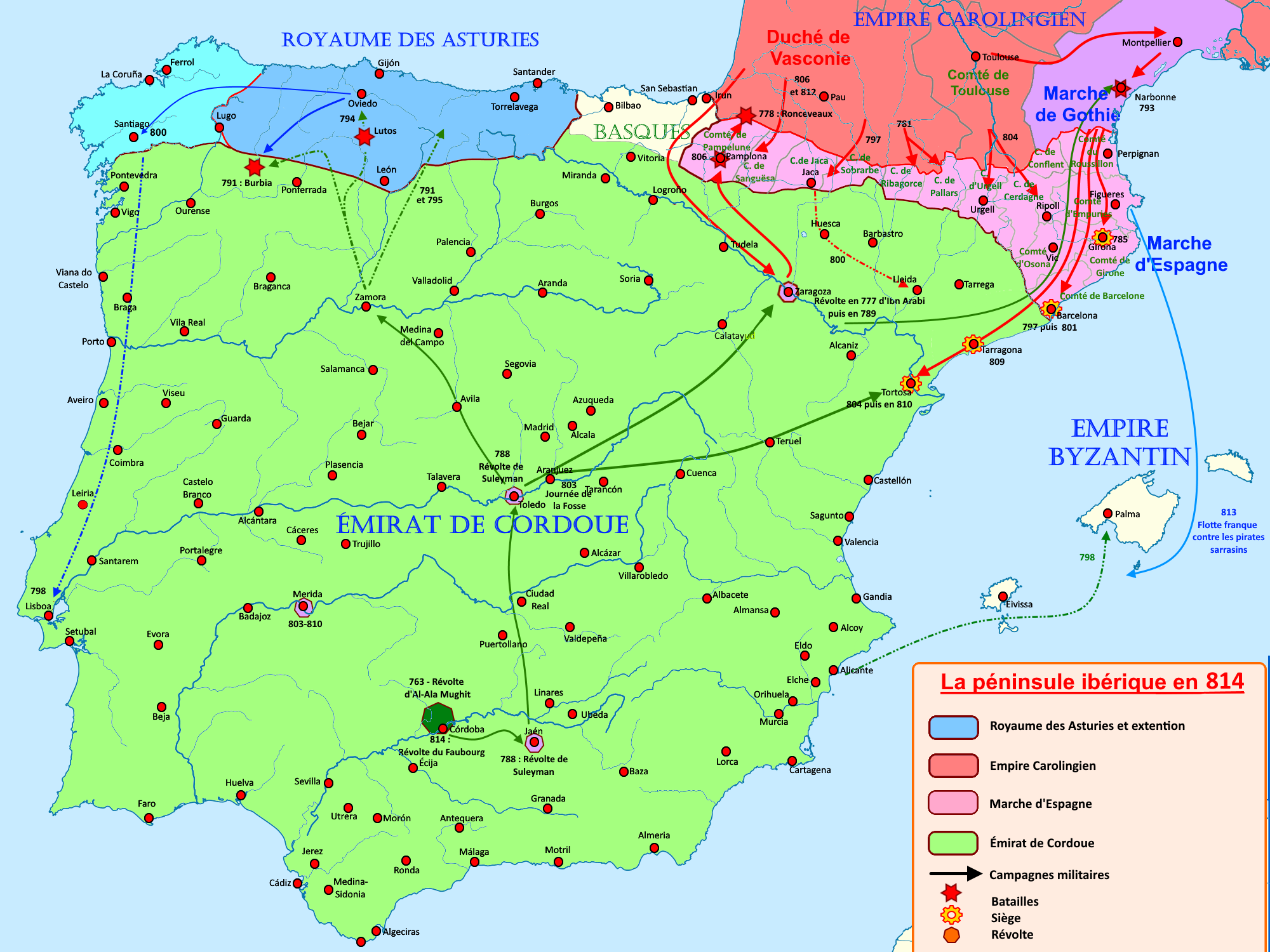
Carte de la péninsule ibérique en 814 avec les campagnes de Charlemagne et la création de la marche d'Espagne.

Le foyer pyrénéen, c'est-à-dire le royaume de Pampelune, l’ensemble des comtés catalans et ceux d'Aragon, de Sobrarbe et de Ribagorza, est issu de la résistance carolingienne dirigée par Charles Martel qui avait permis, en 732, de faire refluer l’invasion musulmane en Aquitaine. La marche d'Espagne est créée par les Carolingiens après que Pépin le Bref puis Charlemagne eurent reconquis la Septimanie, faisant de cette dernière une zone de confinement militaire pour arrêter les incursions sarrasines. C'est une frontière militaire au sud du Royaume franc qui permet que d’autres chrétiens se fixent dans la péninsule. Le territoire entre la Navarre orientale et la Méditerranée est alors divisé en comtés. L’Est de la marche d’Espagne est occupé par des comtés catalans et des comtés aragonais, Sobrarbe et Ribagorza formant la zone intermédiaire. Alors que l'intention initiale des Francs était d'amener ces frontières à l'Èbre, la marche se trouve délimitée par les Pyrénées au nord et par le Llobregat au sud lors de la prise de Barcelone par Louis le Pieux le 2 avril 801. Au fil du temps, et particulièrement après la prise de Barcelone en 985 par Almanzor, le comté prend son indépendance durant les règnes des comtes Guifred le Velu et Aznar Galíndez.
Le comté d'Aragon appartient lui aussi aux comtés de la marche d’Espagne franque. Il fusionne en 943 avec celui de Pampelune, à la suite de l’union dynastique entre Andregoto Galíndez et García II de Navarre. Sanche III le Grand lègue le comté à son fils Ramiro à sa mort en 1035. Ce dernier s'émancipe de la tutelle franque et annexe les comtés de Sobrarbe et Ribagorza. Ramiro Ier établit un royaume de facto comprenant les trois comtés occupant les Pyrénées centrales. En 1076 à la mort de Sanche IV de Navarre, il réussit à annexer la Navarre. Mais après la mort d'Alphonse le Batailleur, cette union perd sa cohésion.

### Bilan du haut Moyen Âge

Les campagnes d'Almanzor.

La conquête arabe réalisée en à peine 5 ans (711-716) laisse seulement quelques franges montagneuses au nord. Les principaux efforts, désordonnés, jusqu'au Xe siècle permettent de construire et de consolider des structures politiques et institutionnelles sur des réalités socio-économiques en évolution rapide. Subissant l'afflux massif de populations fuyant l'avancée musulmane, elles posent les bases de la féodalité dans la péninsule.
À l'ouest, le royaume des Asturies se construit et s'étend jusqu'à la Galice. À l'est, la marche défensive carolingienne évolue en différents noyaux chrétiens et royaumes pyrénéens autonomes. Après des gains territoriaux initiaux rapides par les chrétiens la pression sur les royaumes du Nord augmente significativement. L'avènement d'Abd al-Rahman III (912) et la restauration d'un pouvoir musulman puissant, la transformation de l'émirat de Cordoue en califat (929) puis la prise de pouvoir d'Almanzor rendent précaire la situation de ces royaumes jusqu'à la fin du Xe siècle, versant des tributs au califat dont ils reconnaissent la souveraineté, faisant d'eux des États tributaires de l'Émirat.

## XIeetXIIesiècles

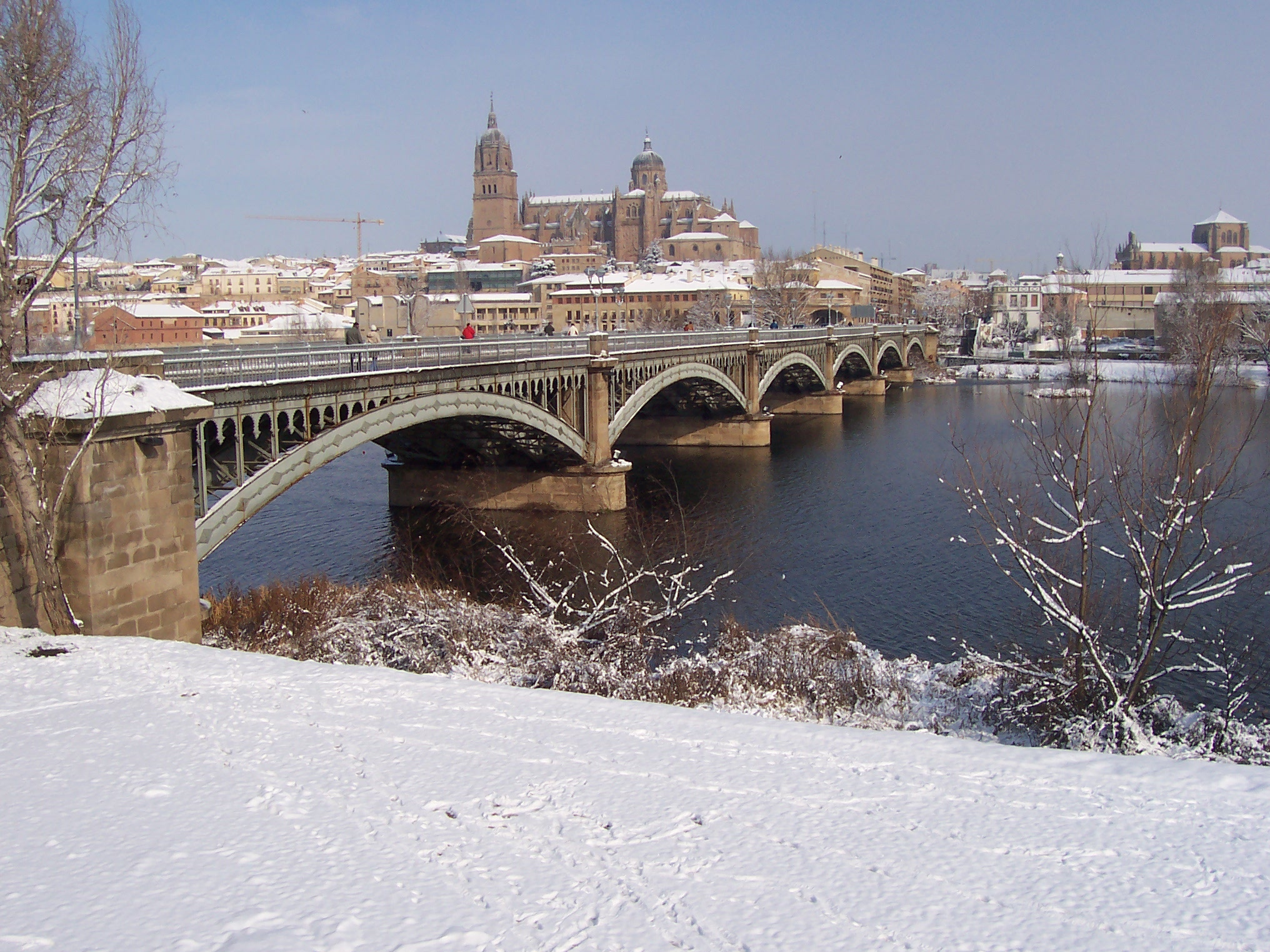
Salamanque, ville attaquée par Almanzor en 977 en riposte à l'attaque des rois chrétiens.

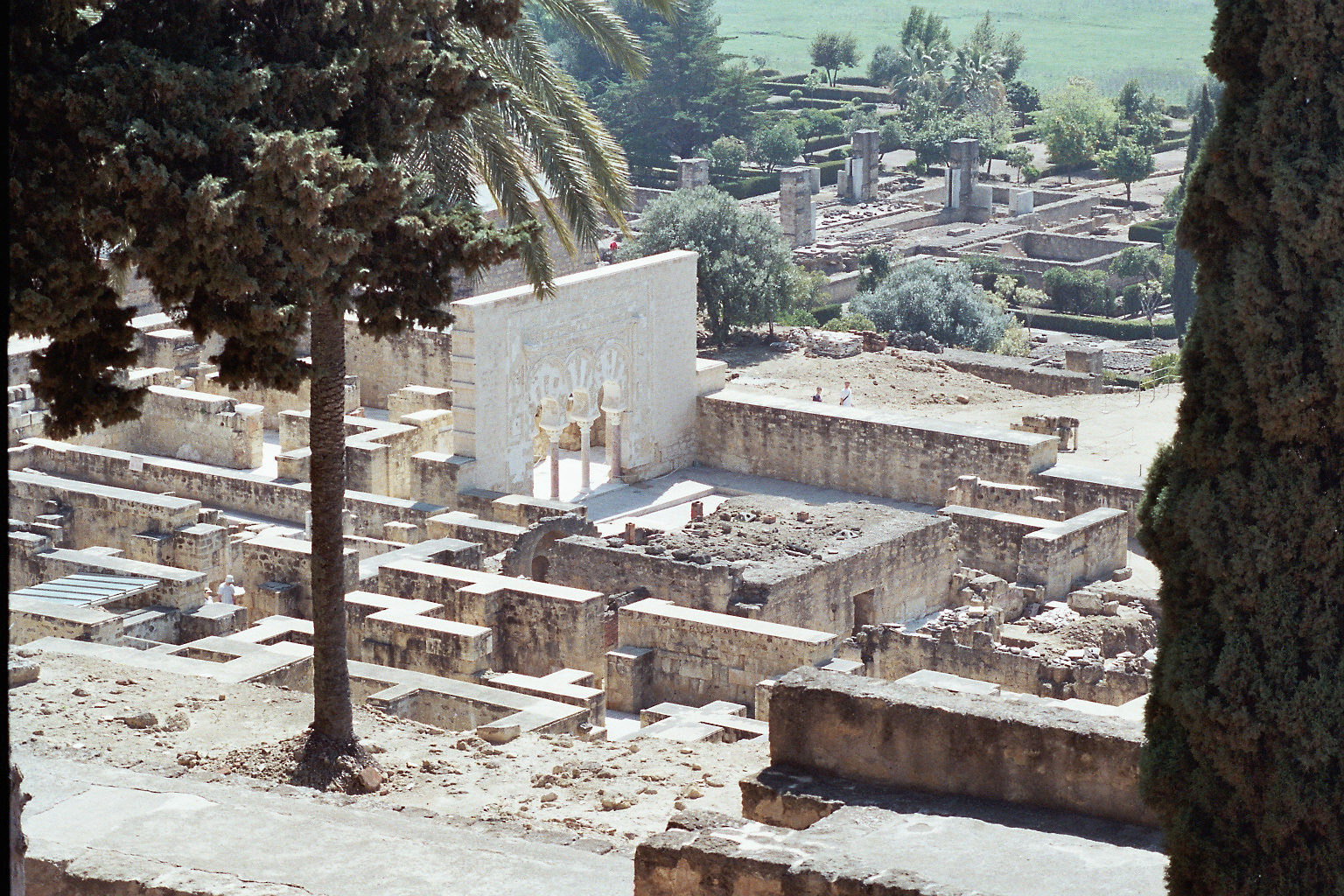
Madinat al-Zahra aux abords de Cordoue. Siège du califat, la ville a été détruite en 1010, lors des débuts de la guerre civile en Al-Andalus.

Les possessions et les conquêtes d'Alphonse Ier (roi d'Aragon).

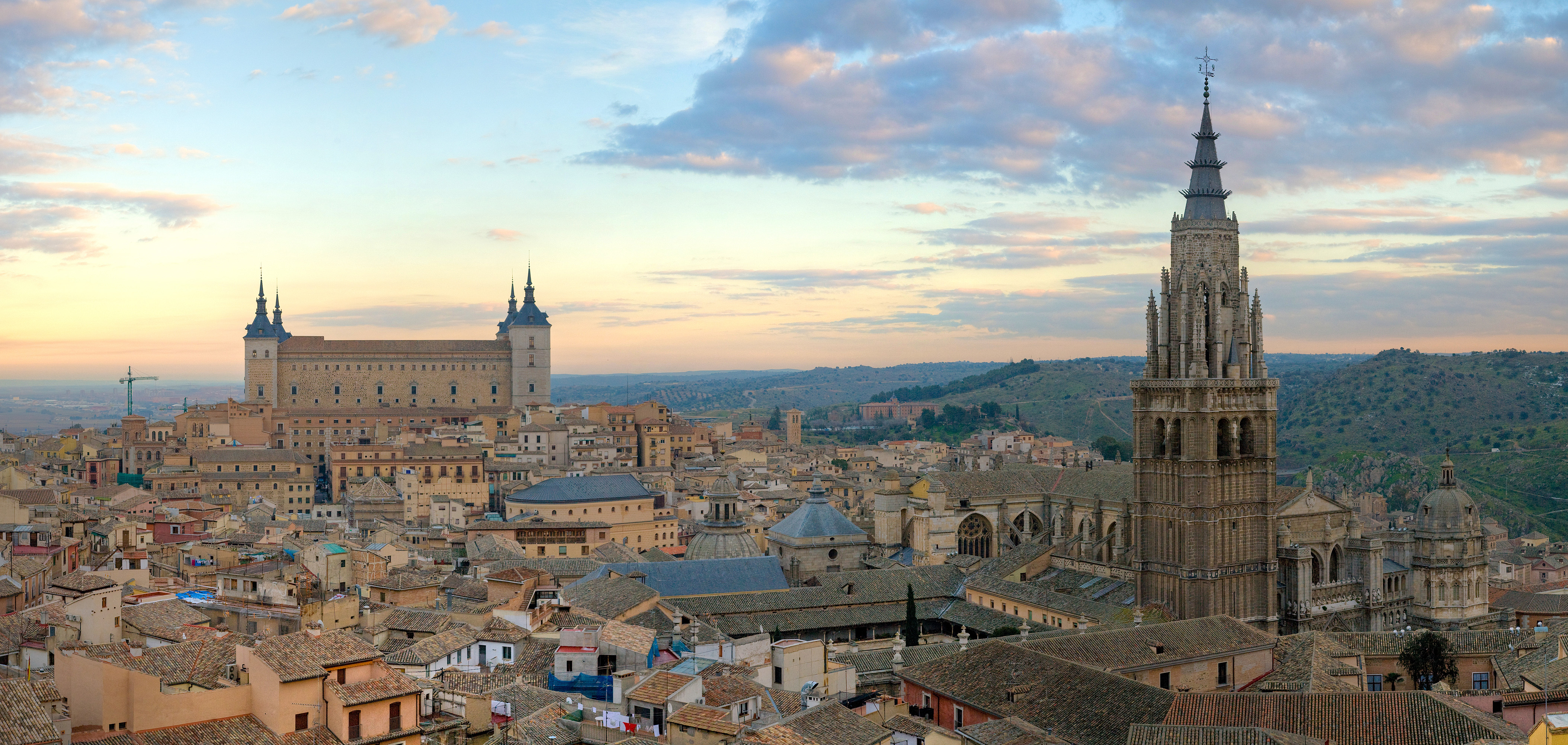
Vue de Tolède ; la ville est à l'époque d'Al-Andalus la plus importante ville mozarabe.

Le règne d'Almanzor célèbre pour ses saccages, à la fin du Xe siècle, favorise la reprise de la Reconquista. La sac de Barcelone (985) accélère l'autonomie des comtés catalans de l'Empire franc. Le pillage de Saint-Jacques-de-Compostelle en 999 est considéré comme un affront dans toute la chrétienté. À la mort d'Almanzor, en 1009, commence dans le royaume ruiné une guerre civile qui aboutit à l'effondrement du califat en 1031 et au morcellement de son domaine territorial en de nombreux émirats indépendants et souvent rivaux (taïfas). Les royaumes chrétiens soutiennent activement les révoltes qui ont lieu dans diverses villes, en particulier à Cordoue, en s'alliant à des clans séparatistes, ce qui leur permet de regagner les places perdues sous le règne d'Almanzor.
En 1063, le pape Alexandre II octroie une indulgence spéciale à quiconque irait lutter contre les musulmans en Espagne dans sa bulle Eos qui in Ispaniam,. Les chevaliers de France, aquitains, normands, champenois notamment, viennent en nombre se joindre à leurs pairs d'outre-monts. C'est au cours de luttes confuses qui opposent les chrétiens aux Maures et aux taïfas que la Reconquista gagne du terrain.
La dislocation du califat en taïfas souvent rivales facilite une lente avancée chrétienne par le nord de la Meseta, et par la vallée de l'Èbre. À cette époque, après un dur combat contre les taïfas de Saragosse, le royaume aragonais atteint l'Èbre, et conquiert sa capitale en 1118. Ces avancées permettent de consolider institutionnellement les royaumes. Durant la dissolution du califat, le jeu des unions dynastiques renforce les royaumes chrétiens. En 1137, le mariage de Pétronille, fille unique du roi d'Aragon, et de Ramón Berenguer IV, comte de Barcelone, donne naissance à la couronne d'Aragon, unissant le royaume et les comtés, bien que chaque territoire conserve ses us et coutumes. La Couronne, affirmant son indépendance du royaume de France, avance jusqu'à l'Èbre. Elle finira par reprendre aux Arabes les territoires qui forment la Catalogne contemporaine. Inversant la situation des siècles précédents, ce sont les royaumes chrétiens qui imposent des tributs aux États musulmans, les parias (en), les convertissant virtuellement en protectorats.
En Castille et León, l'avancée aboutit notamment à la conquête du royaume de Tolède le 6 mai 1085. À cette date, près de la moitié du territoire espagnol contemporain est sous souveraineté chrétienne.

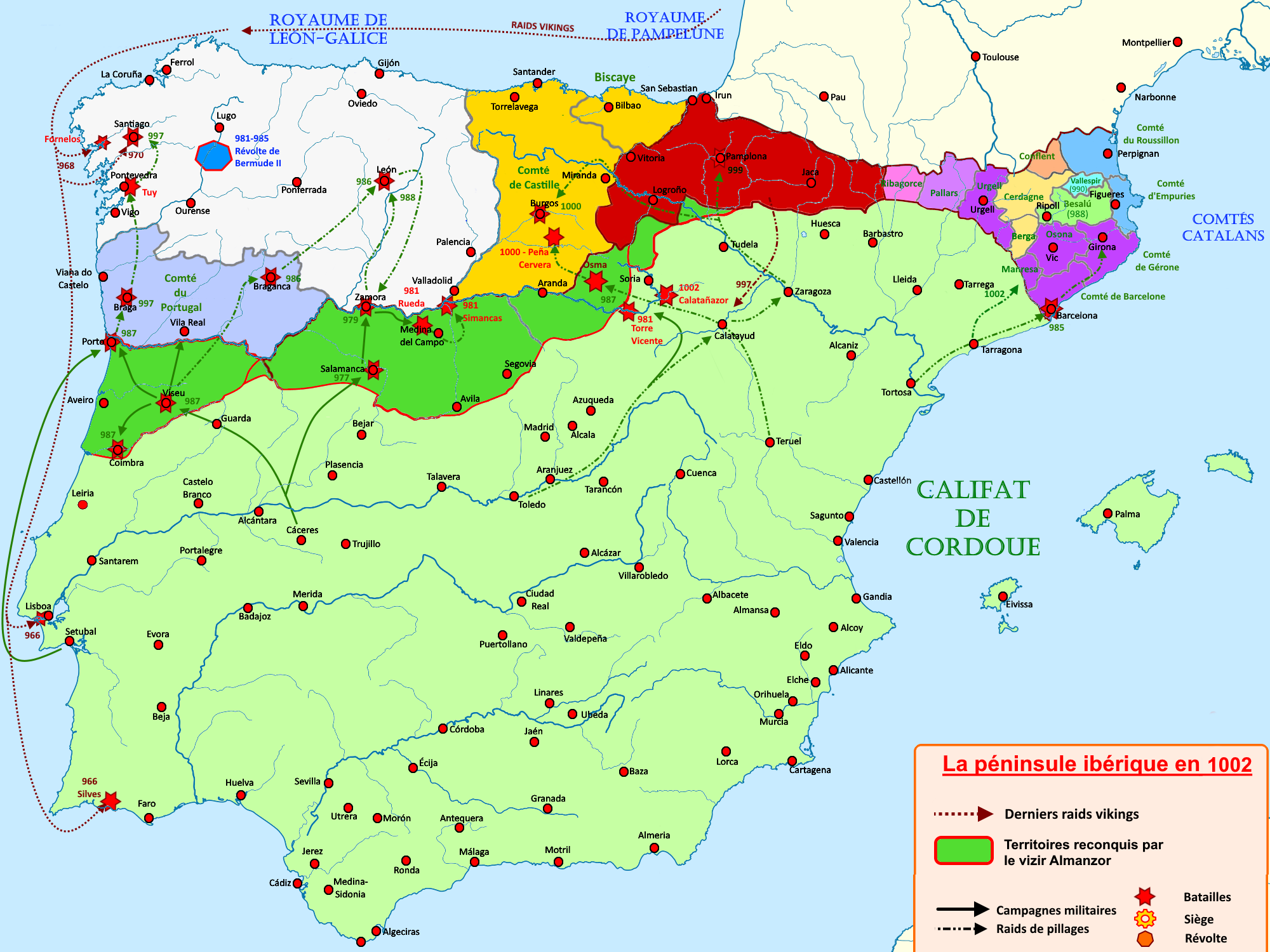
La contre-attaque d'Almanzor, 967-1002.
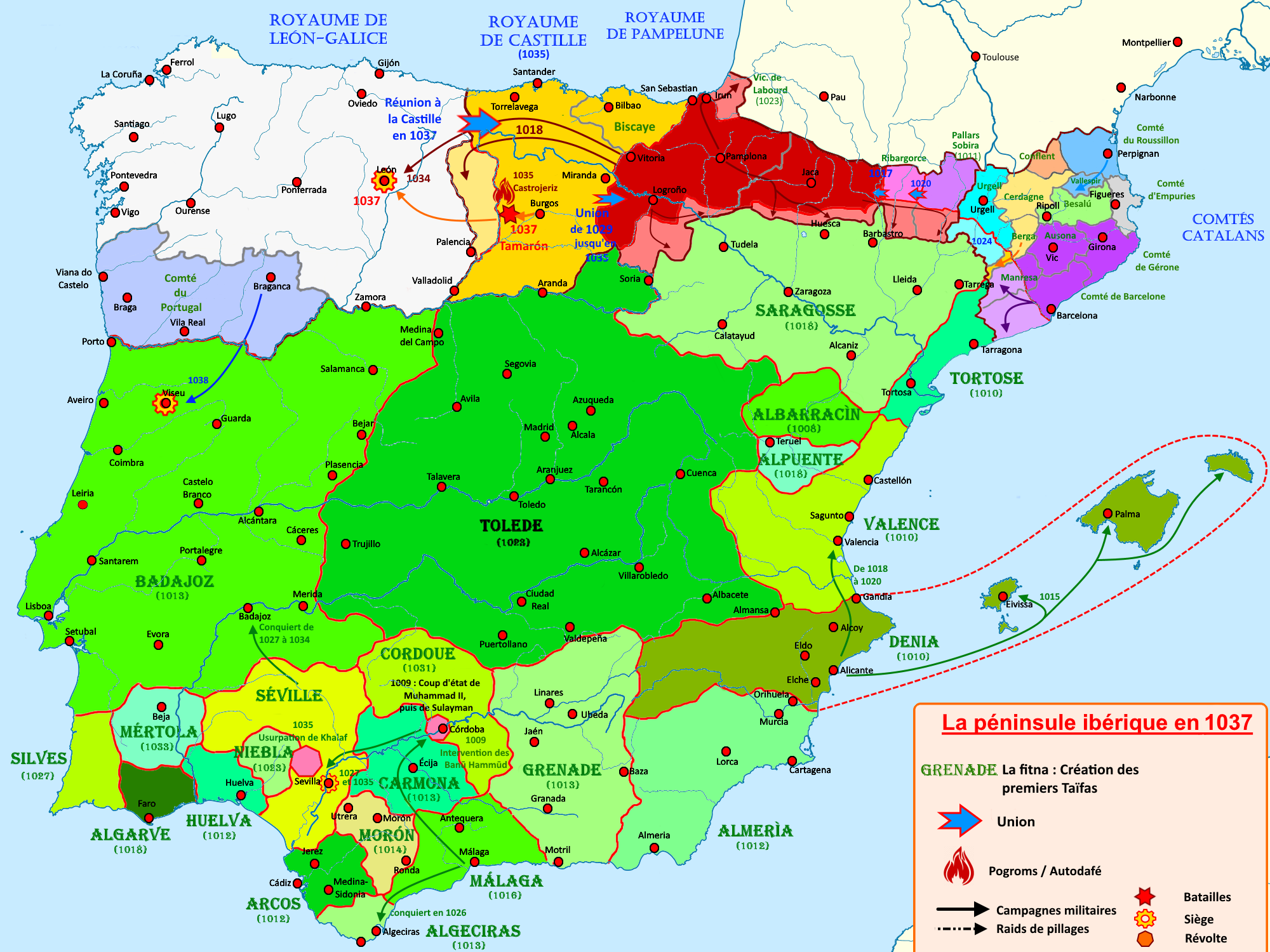
L'éclatement du califat de Cordoue en taïfas, 1002-1037.
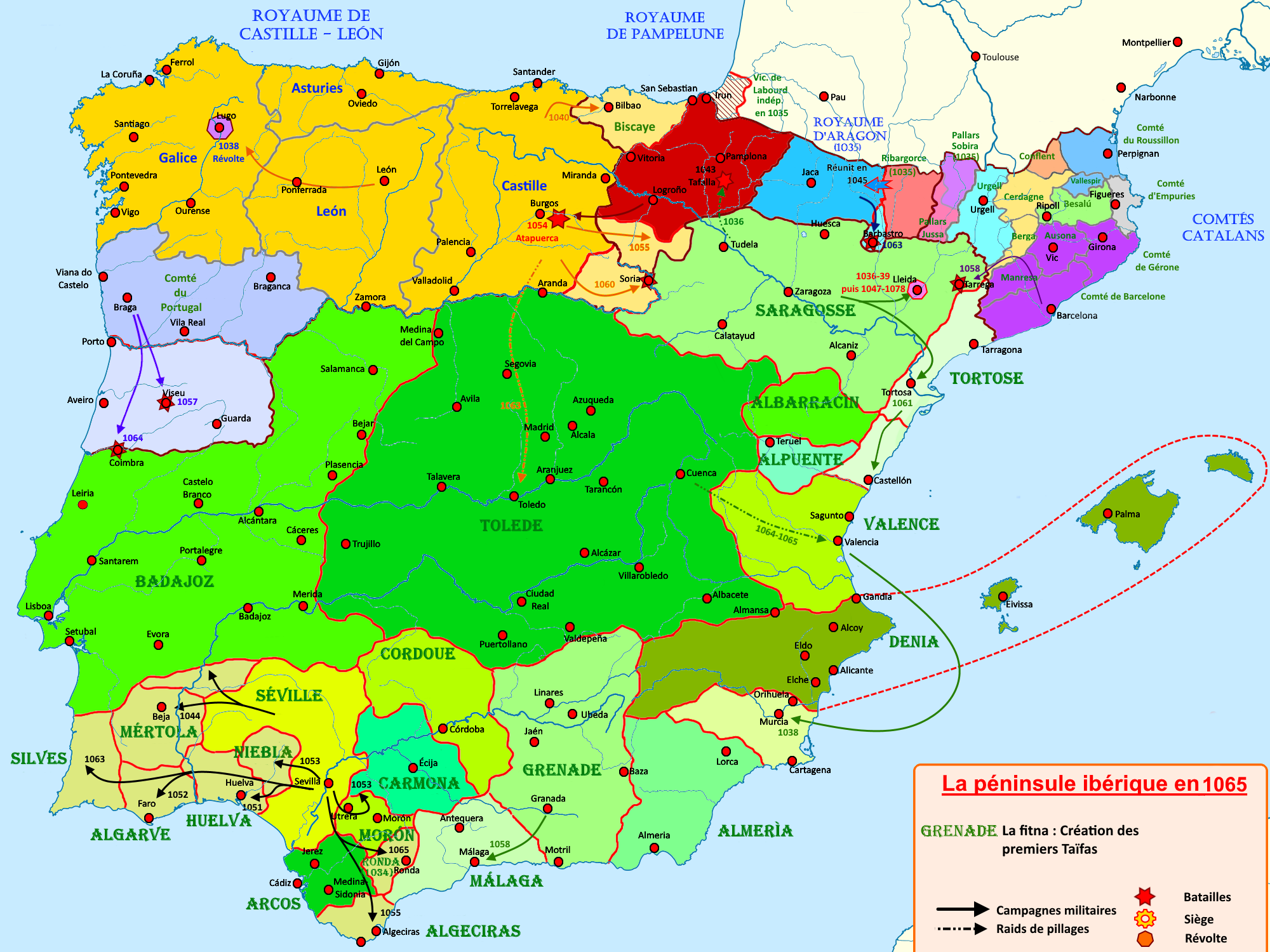
L'union des royaumes sous Ferdinand Ier, 1037-1065.
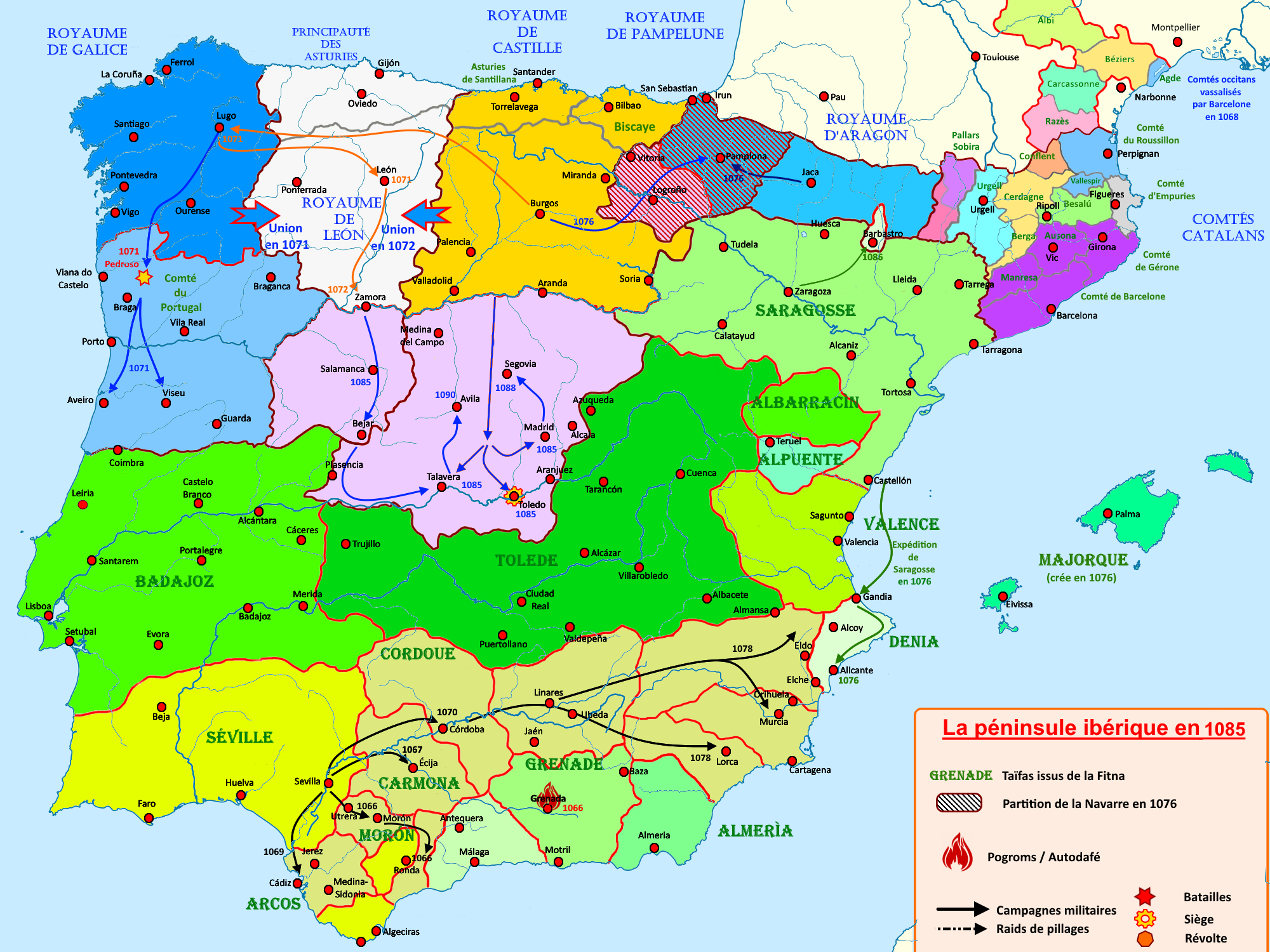
La prise de Tolède en 1085.

Cette victoire provoque des vagues successives de renforts. Ibn Tachfin réunit à Ceuta une armée composée de soldats venus de tout l'Empire almoravide, du Sahara, du Maghreb ainsi que des différentes tribus comme les Sanhadja.

« Mal arabisés, mal islamisés, les Berbères n'avaient en réalité jamais accepté la conquête arabe, résistant farouchement à ceux qu'ils tiennent pour des envahisseurs. Après leur défaite et leur conversion, leur amour farouche de l'indépendance ne s'était pas éteint. »

D'abord appelée en renfort, son armée passe le détroit le 30 juillet 1086. De retour en 1090, il conquiert rapidement le pays ; sur la trentaine de taïfas, moins d'une dizaine ont une réelle puissance militaire et une capacité de résistance. Les soldats d'Ibn Tachfin s'emploient à détrôner les petits émirs dont les taïfas disparaissent une à une, leur arrivée est acclamée par la foule qui, fatiguée de l'état de guerre permanent entre taïfas, est furieuse de la fragilité d'Al-Andalus face aux rois chrétiens. Cette conquête marque la fin d'un âge d'or culturel et la fin de la Convivencia. Les Almoravides, Sahariens austères et rigides, favorisent les religieux aux dépens des poètes et des philosophes. Ils déportent des chrétiens dans leurs territoires d'Afrique du Nord. Le caractère profondément pieux et intransigeant du nouveau maître du pays a pour conséquence une application stricte de la loi islamique dans le pays. Les églises sont détruites et les juifs condamnés à payer de lourdes taxes. Rapidement, les Almoravides sont haïs par la population, tant à cause des hausses d'impôts que du comportement de leurs soldats qui pillaient, saccageaient le pays. La corruption de l'État prend des proportions alarmantes. Les Almoravides évitent l'effondrement complet de l'Espagne musulmane, mais ils ne font que freiner l'avancée chrétienne en bloquant les Castillans à la Sagrajas. Ils sont mis en difficulté à Valence, occupée par Le Cid de 1094 à 1102, ne remportent aucune bataille décisive et ne parviennent pas à reprendre des villes importantes comme Tolède.

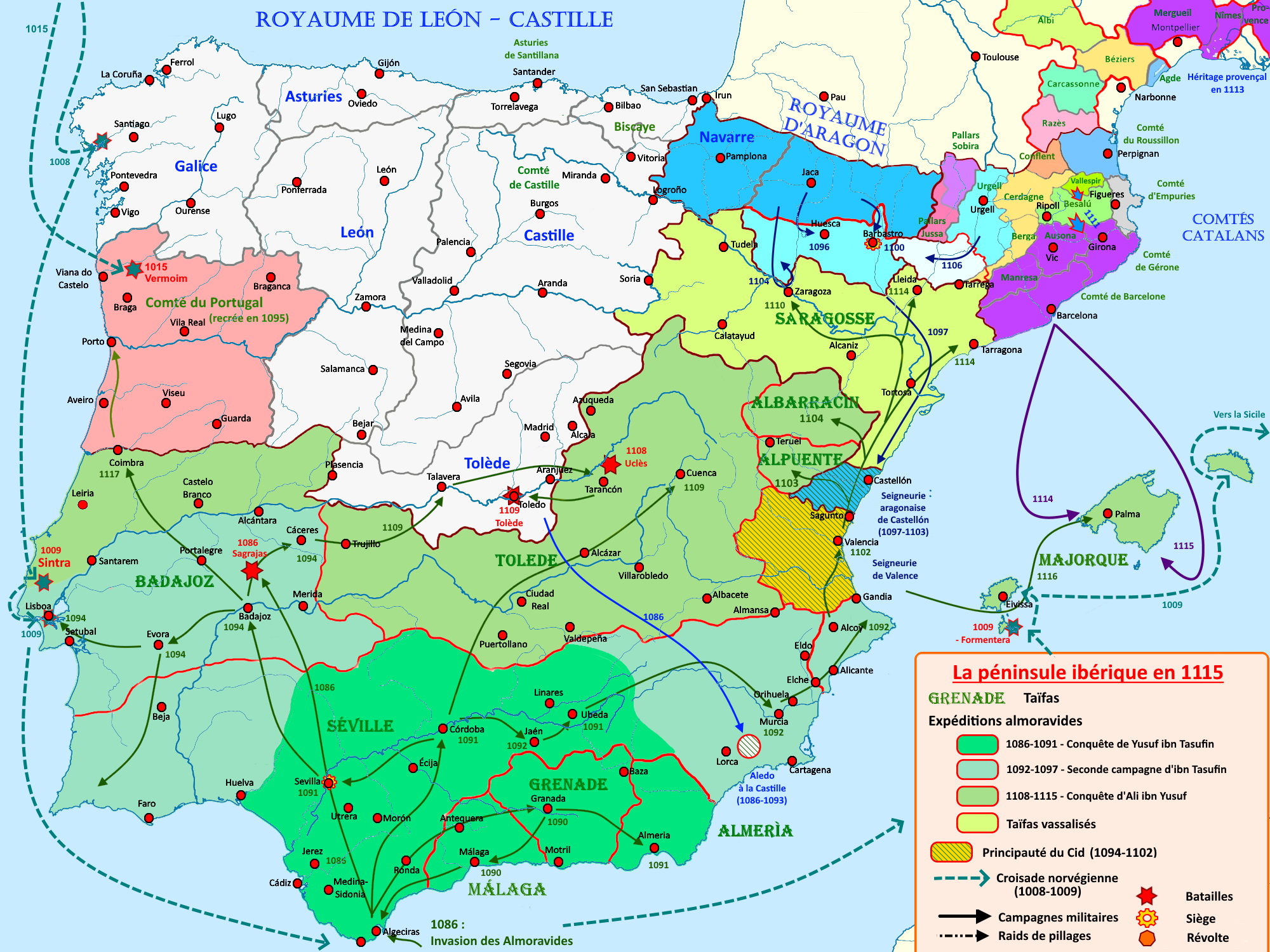
Les conquêtes almoravides de 1085 à 1115.

Trente-cinq ans après, en 1121, le pays est en proie à la famine et une révolte éclate dans plusieurs villes mais elle est écrasée dans le sang, notamment à Cordoue. Cela sonne la fin de la présence almoravide sur la péninsule. Des chefs rebelles font appel aux Almohades d'Afrique du Nord qui venaient de conquérir le Maroc. L'arrivée des Almohades tient autant du renfort que d'une nouvelle conquête ; supplantant les Almoravides et transformant radicalement la situation politique. En 1147 ils dominent le Maghreb et Al-Andalus après avoir infligé une sévère défaite aux Castillans lors de la bataille d'Alarcos. Pratiquant leur religion avec une rigueur extrême, les Almohades se montrent particulièrement intolérants vis-à-vis des juifs et des chrétiens mozarabes parlant arabe et arabisés, parfois révoltés, qu'ils expulsent.
— Michel del Castillo, Dictionnaire amoureux de l'Espagne, « Al Andalus », p. 47

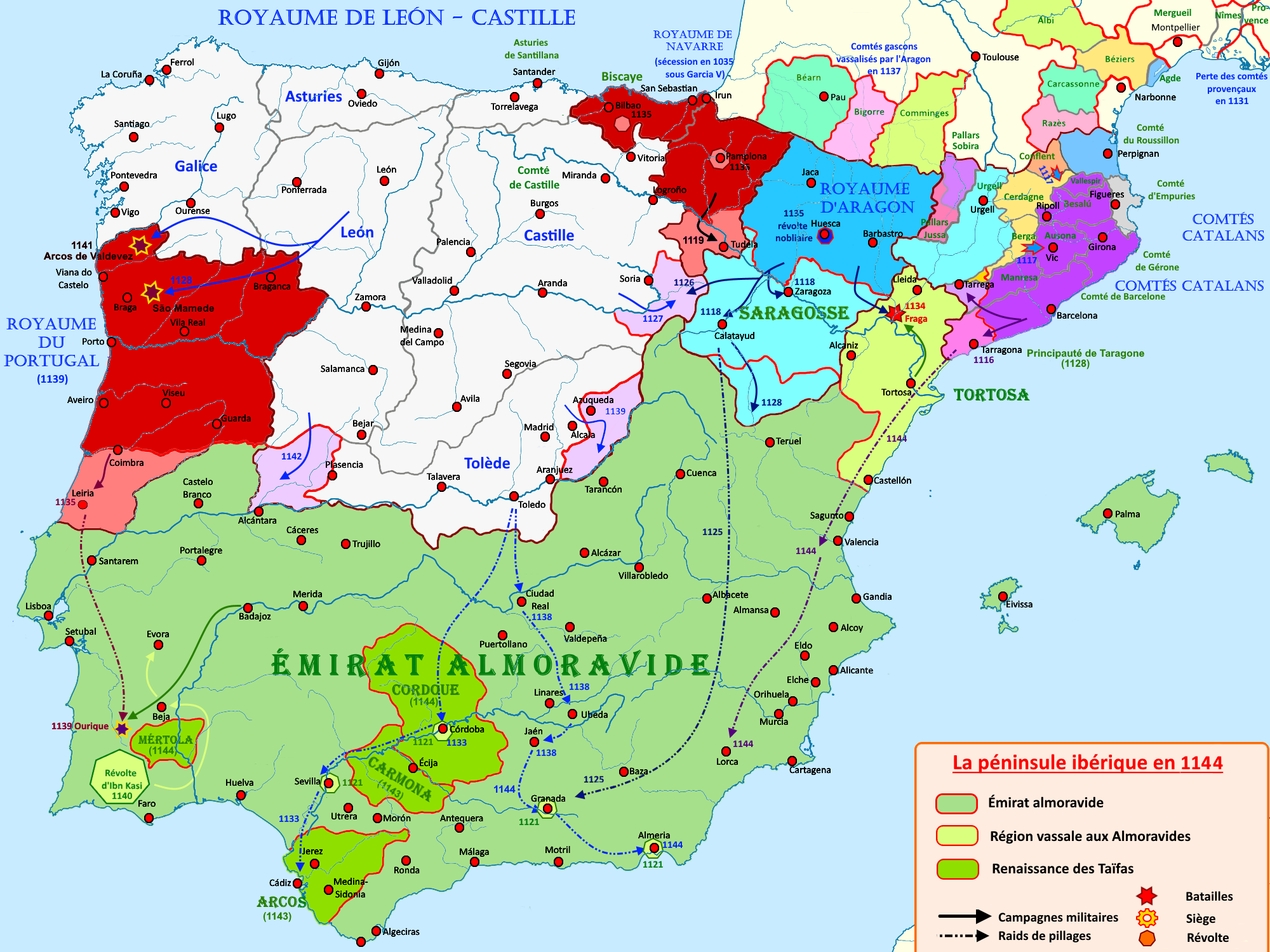
L'effritement des Almoravides de 1115 à 1144
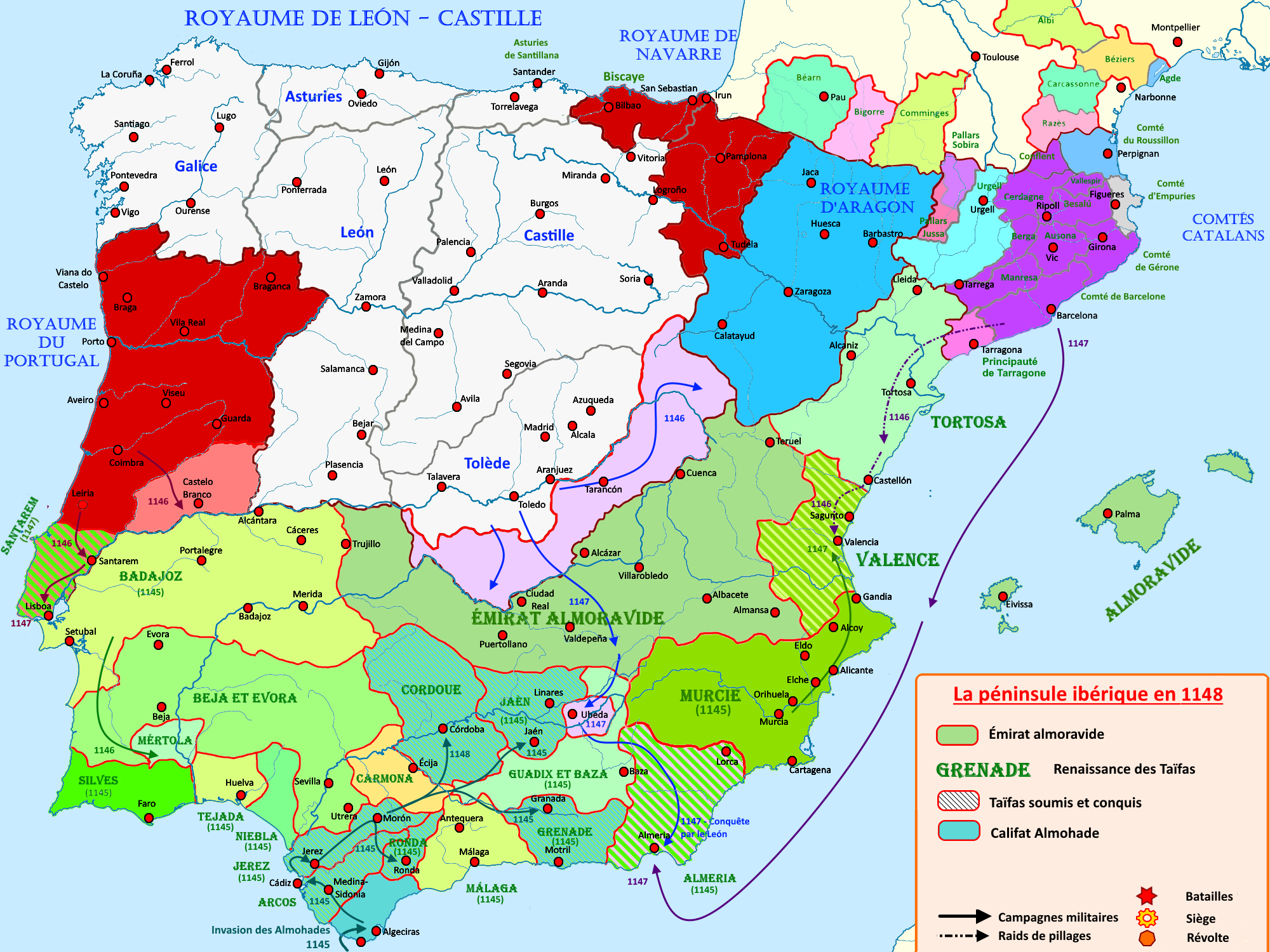
L'effondrement almoravide et les taïfas de la seconde période de 1144 à 1148
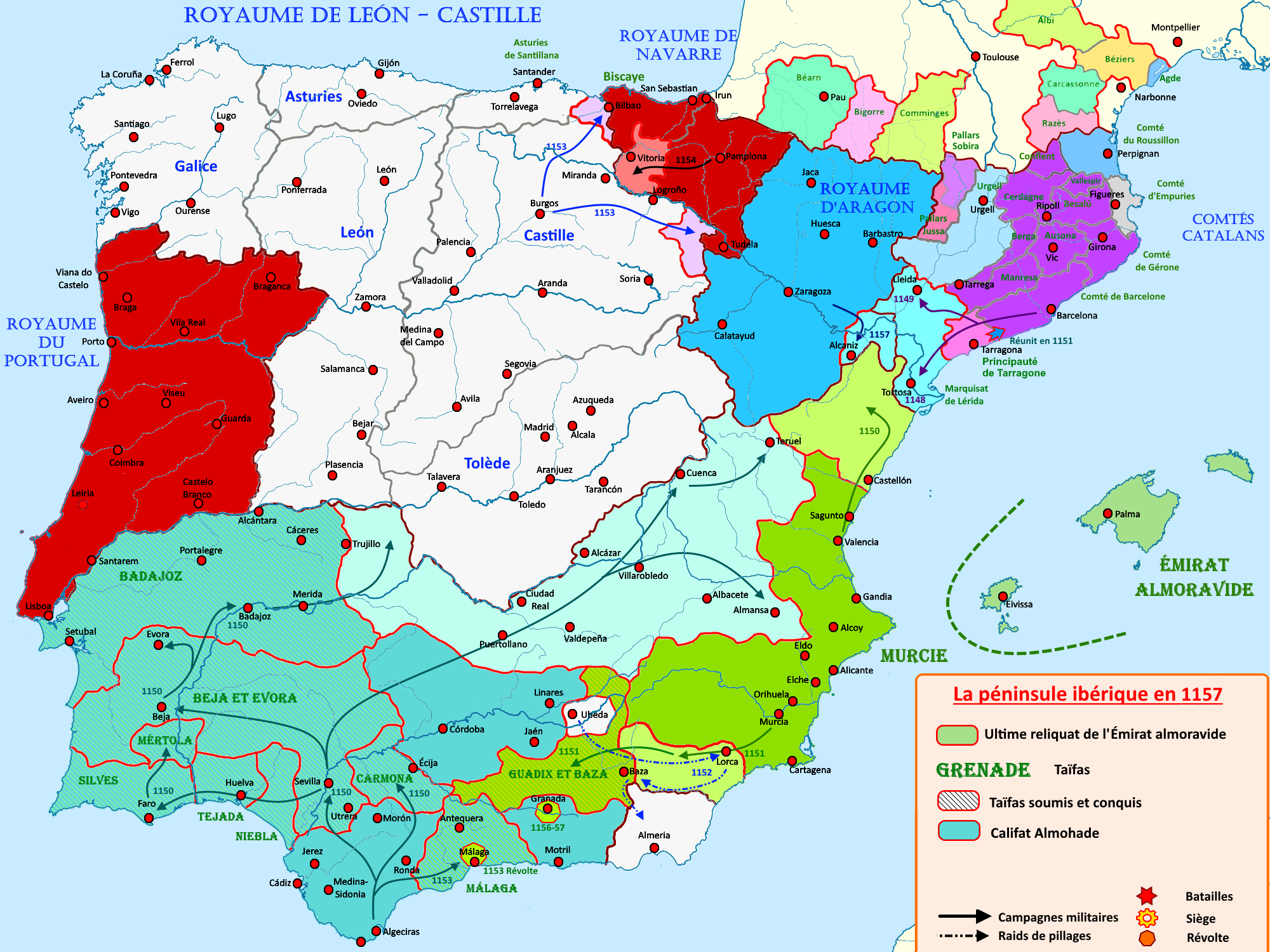
Les Almohades et l'Al-Andalus de 1148 à 1157
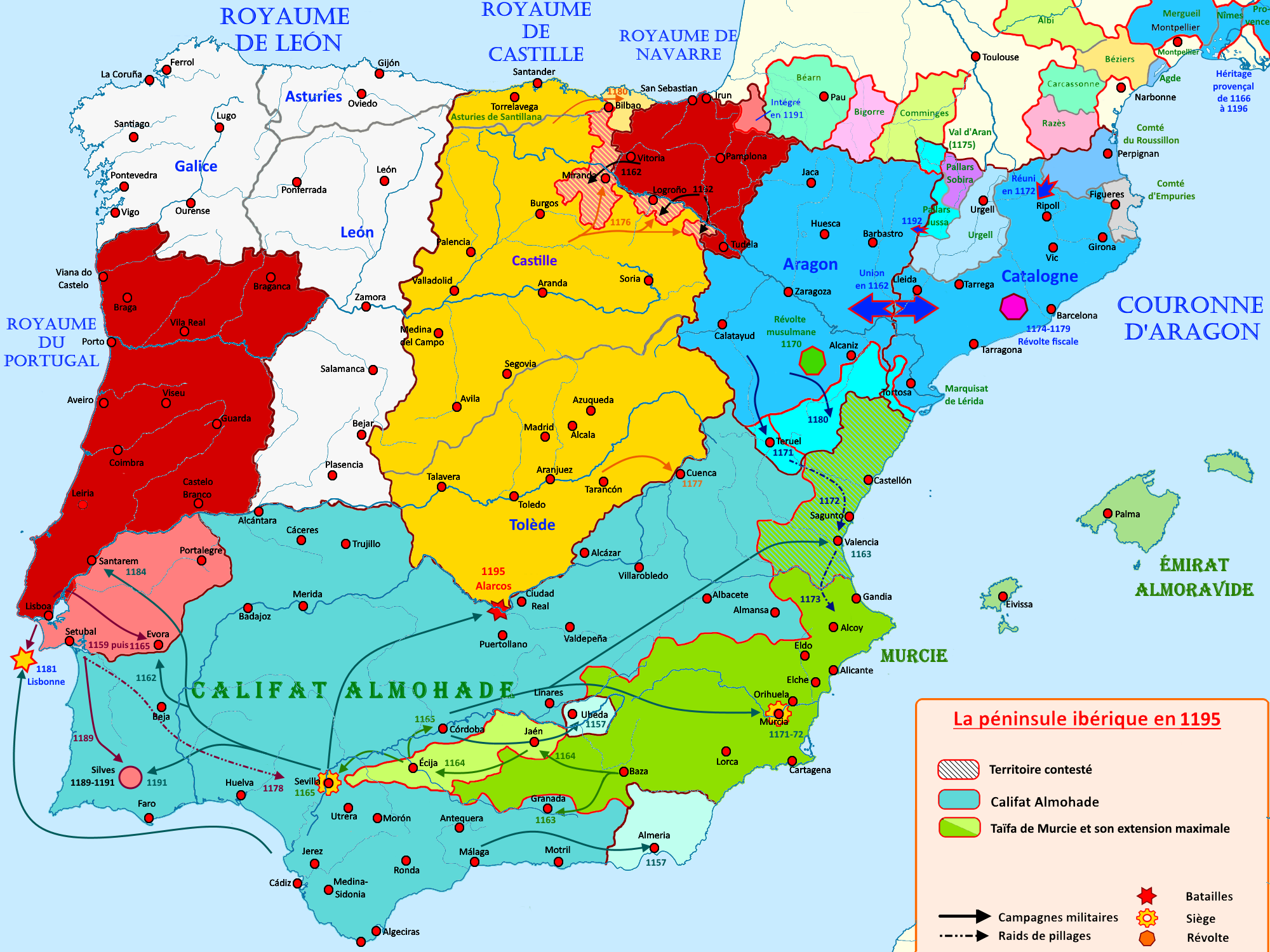
L'apogée almohade en 1195

En 1179, les princes chrétiens se partagent les terres à conquérir par le traité de Cazola. La Castille profite ainsi d'un accès à la mer Méditerranée par Carthagène, ce qui arrête l'expansion aragonaise au sud.
Sur la côte atlantique, la reconquête avance plus rapidement qu'en Estrémadure. Au sud du Douro, les territoires reconquis forment un autre comté, celui de Coimbra, ville reprise définitivement en 1063 ou 1064. En gagnant la bataille d'Ourique en 1139, puis en reprenant Lisbonne en 1147, Alfonso Henriques devient roi de Portugal, une indépendance de la Castille que lui reconnaît le pape en 1179. La capitale s'établit à Guimarães.
C'est une période d’influence européenne intense, avec l'ouverture de courants culturels continentaux (Cluny, Cîteaux) et l'acceptation de la suprématie religieuse de Rome. Le repeuplement entre le Douro et le Tage s'appuie sur des colons libres et des conseils dotés d'une grande autonomie, les fors, pendant que dans l'Èbre les seigneuries chrétiennes exploitent une population agricole musulmane.

## XIIIeetXIVesiècles

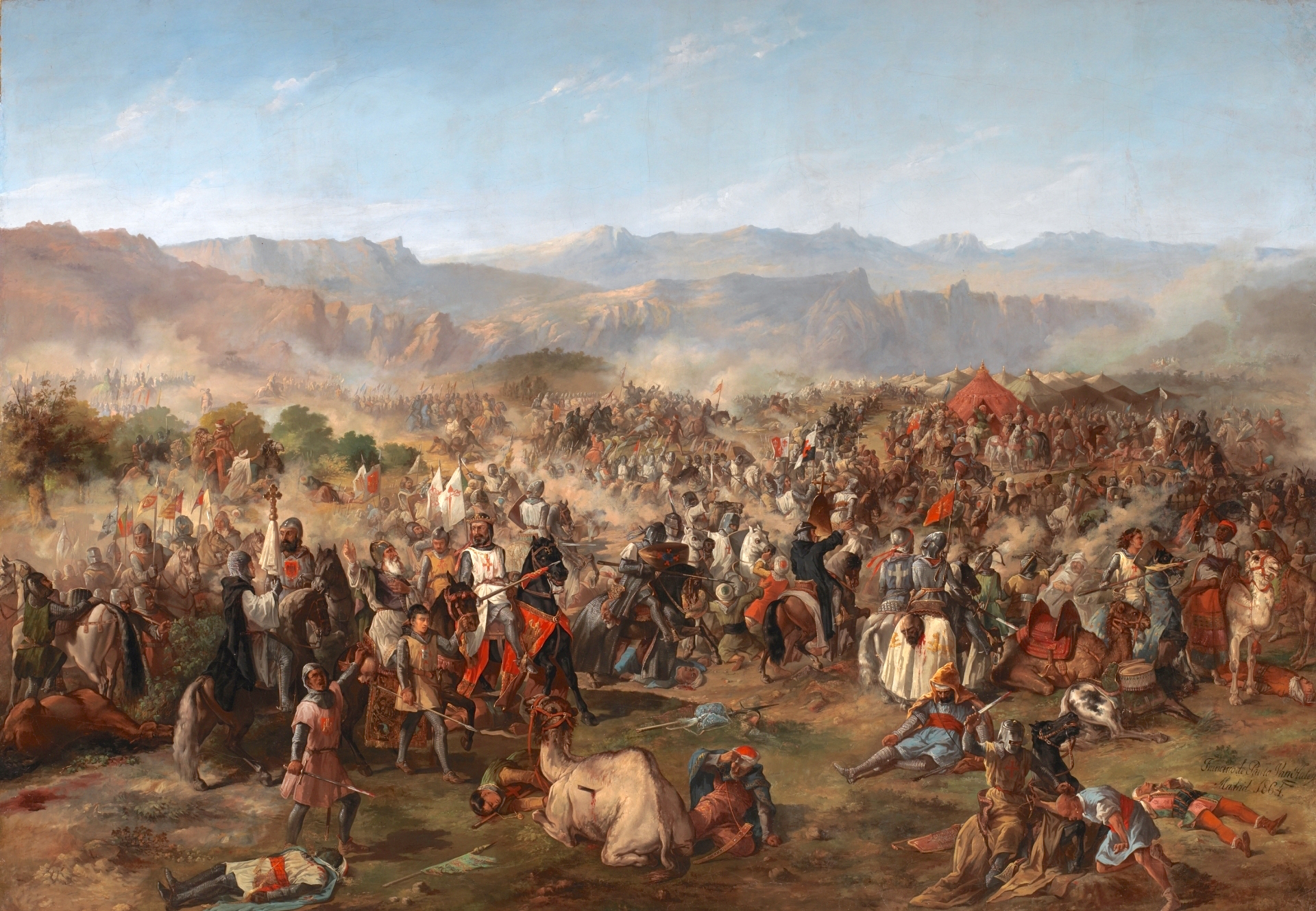
Bataille de Las Navas de Tolosa le 16 juillet 1212.

L’alliance entre les royaumes chrétiens permet l’effondrement définitif d’Al-Andalus, avec la victoire majeure de Las Navas de Tolosa (1212) et la conquête rapide de tout le Sud de la péninsule (hors Grenade). Durant la première moitié du XIIIe siècle, entre 1217 et 1249, les chrétiens conquièrent la moitié de la péninsule Ibérique. Cette période est connue sous le nom de Gran Reconquista, d'après l'expression de Derek Lomax. La bataille du détroit où combat le dernier peuple nord-africain de la péninsule, les Benimerines, est particulièrement célèbre.
En 1229, Jacques Ier d'Aragon enlève les Baléares, avec la conquête de Majorque, dont la capitale, Palma, tombe le 31 décembre 1229. La prise des îles fut déterminante pour le contrôle de la Méditerranée, privant les Maures d'une base centrale pour le contrôle du commerce maritime. La prise de Cordoue en 1236 et celle de Séville en 1248 (siège de Séville) par les Castillans sont complétées par les dernières campagnes de la Reconquista aragonaise à Valence. En 1249, Alphonse III de Portugal entre dans Faro, achevant la Reconquista portugaise. À la fin du XIIIe siècle, les chrétiens portugais jugeant la situation suffisamment sûre prennent comme capitale Lisbonne. Les musulmans ne dominent plus que dans le royaume abencérage de Grenade qui représente moins d'un dixième de la péninsule. Les Almohades auparavant chassés par les musulmans andalous perdent l'Ifriqiya ainsi que le Maghreb central et sont supplantés en 1269 par une nouvelle dynastie, celle des Mérinides.
La survivance du royaume de Grenade s'explique par plusieurs facteurs. Allié à l'Afrique du Nord, montagneux, et bénéficiant d'une grande cohérence de population (non mozarabes), sa conquête aurait été difficile par la Castille sans son allié aragonais. En outre, le royaume de Grenade devient alors un vassal utile du royaume de Castille, servant de refuge aux populations musulmanes du Nord. Entre 1350 et 1460, la frontière est, d'une manière générale, en paix ceci malgré la prise d'Antequera. Le royaume de Castille accepte alors le contrôle de Gibraltar et une vassalité des derniers territoires du royaume de Grenade dans les affaires duquel la Castille intervient souvent.

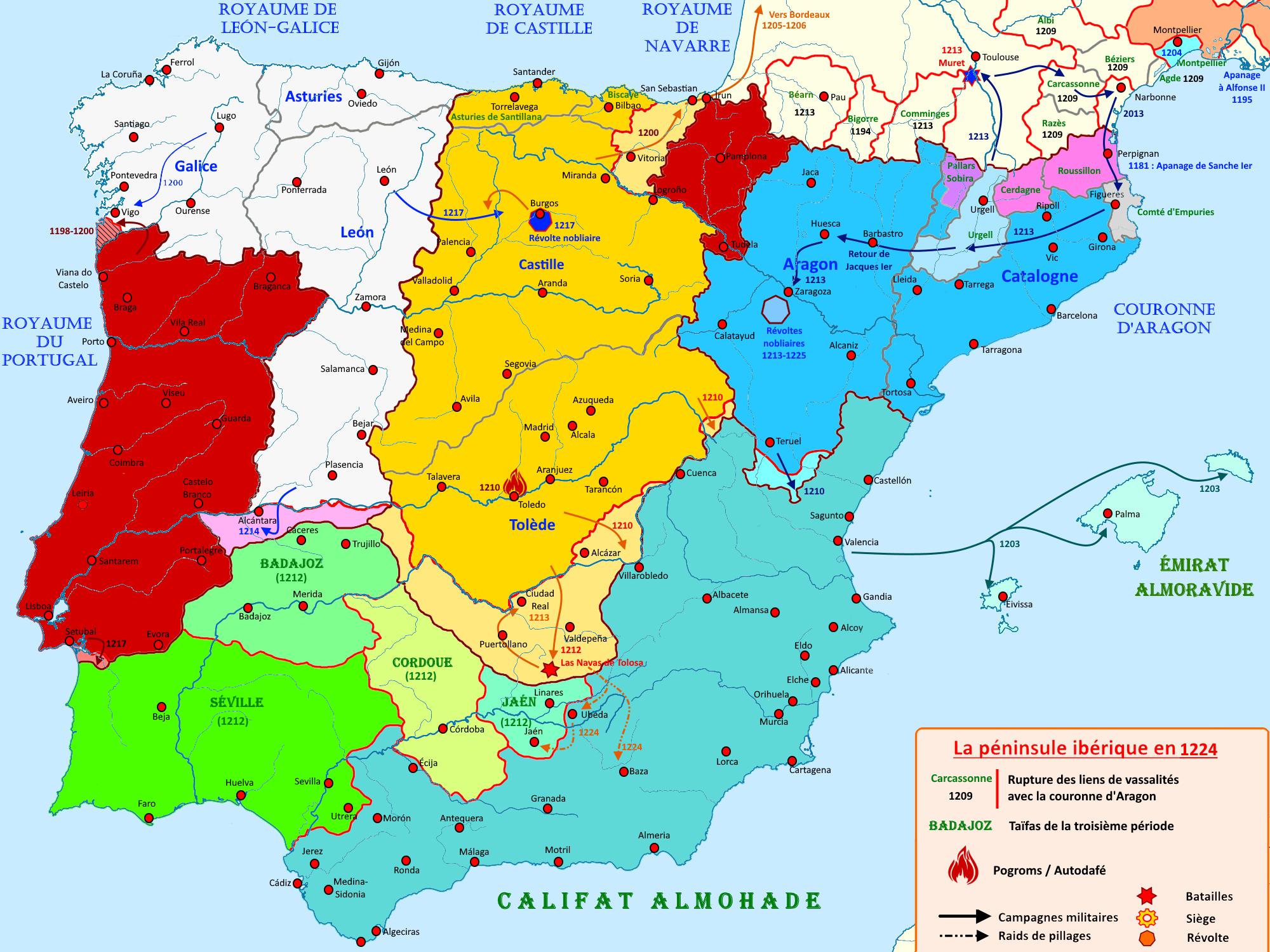
La reconquista entre les batailles d'Alarcos et de Navas de Tolosa (1195-1224).
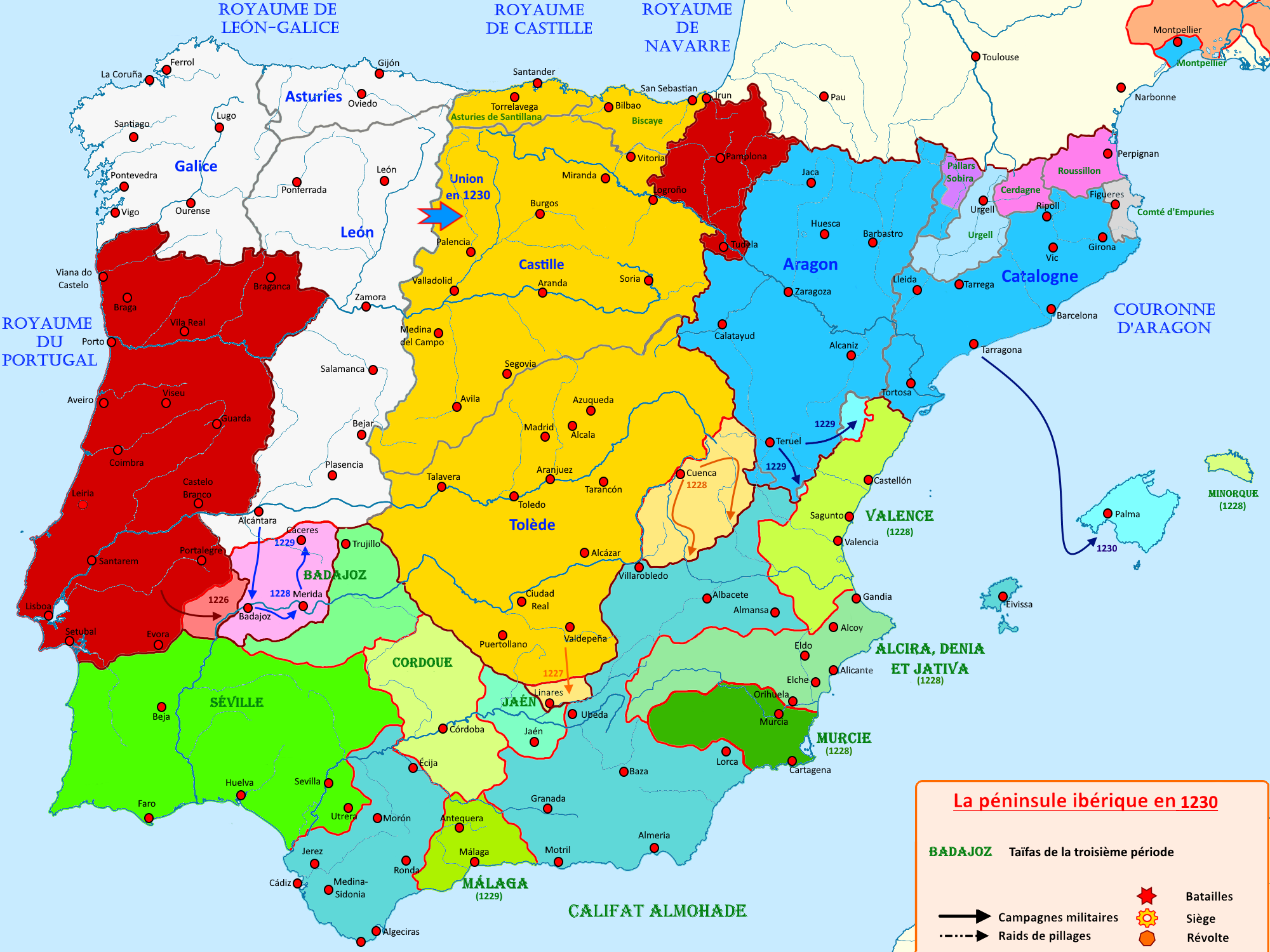
La Reconquista de 1224 à 1230.
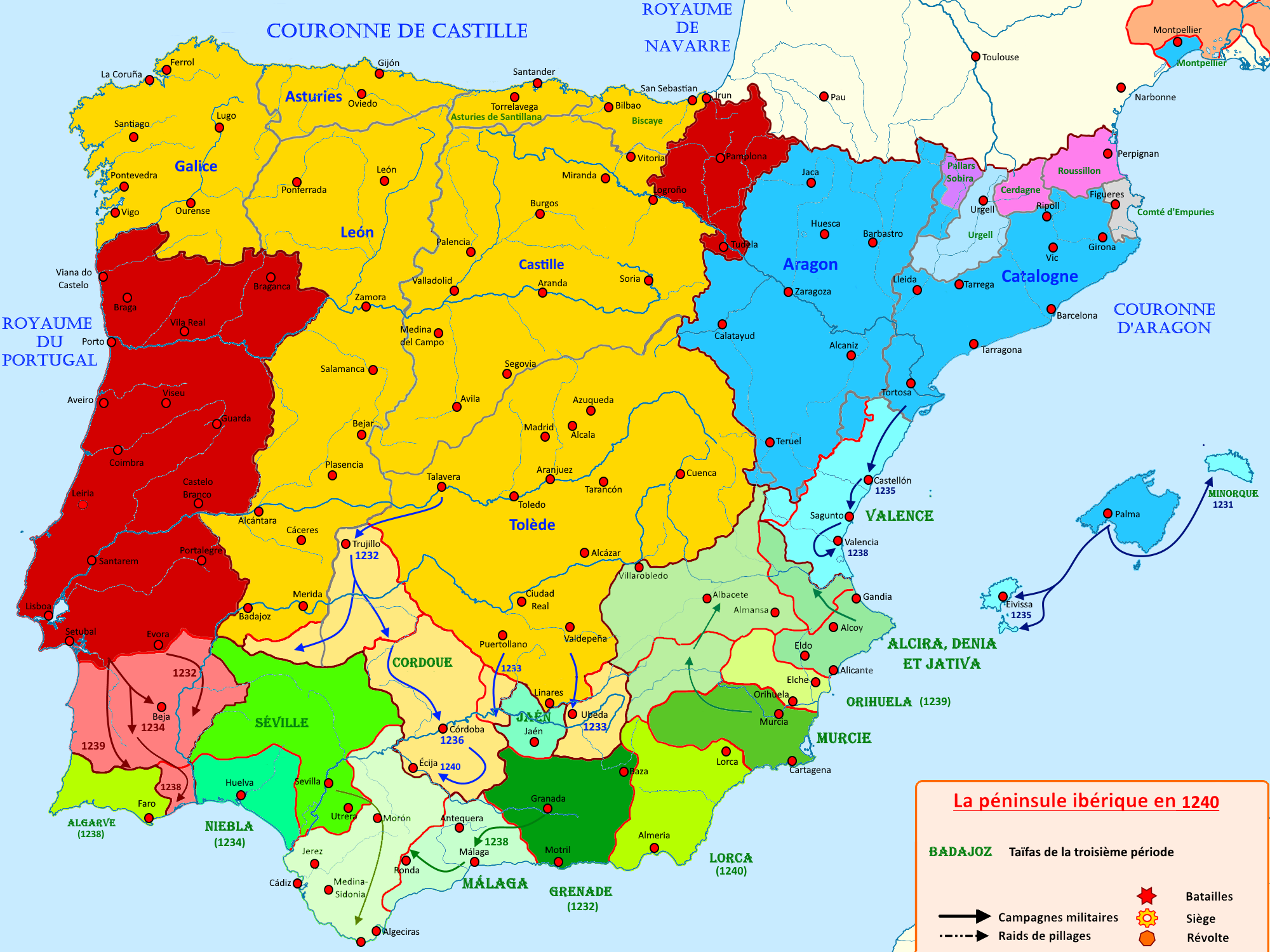
La Reconquista de 1230 à 1240.
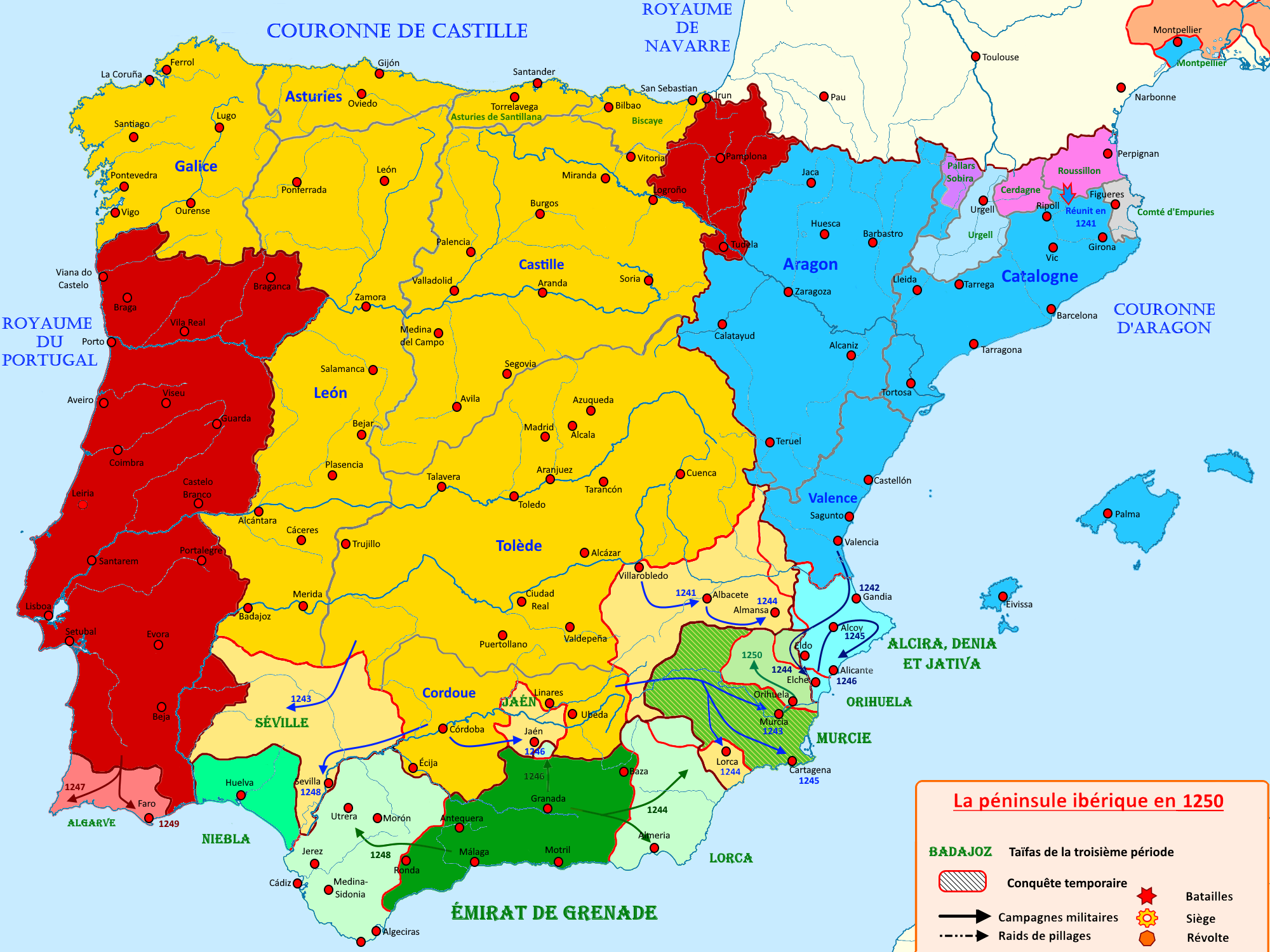
La conquête de Séville et de Murcie en 1250.
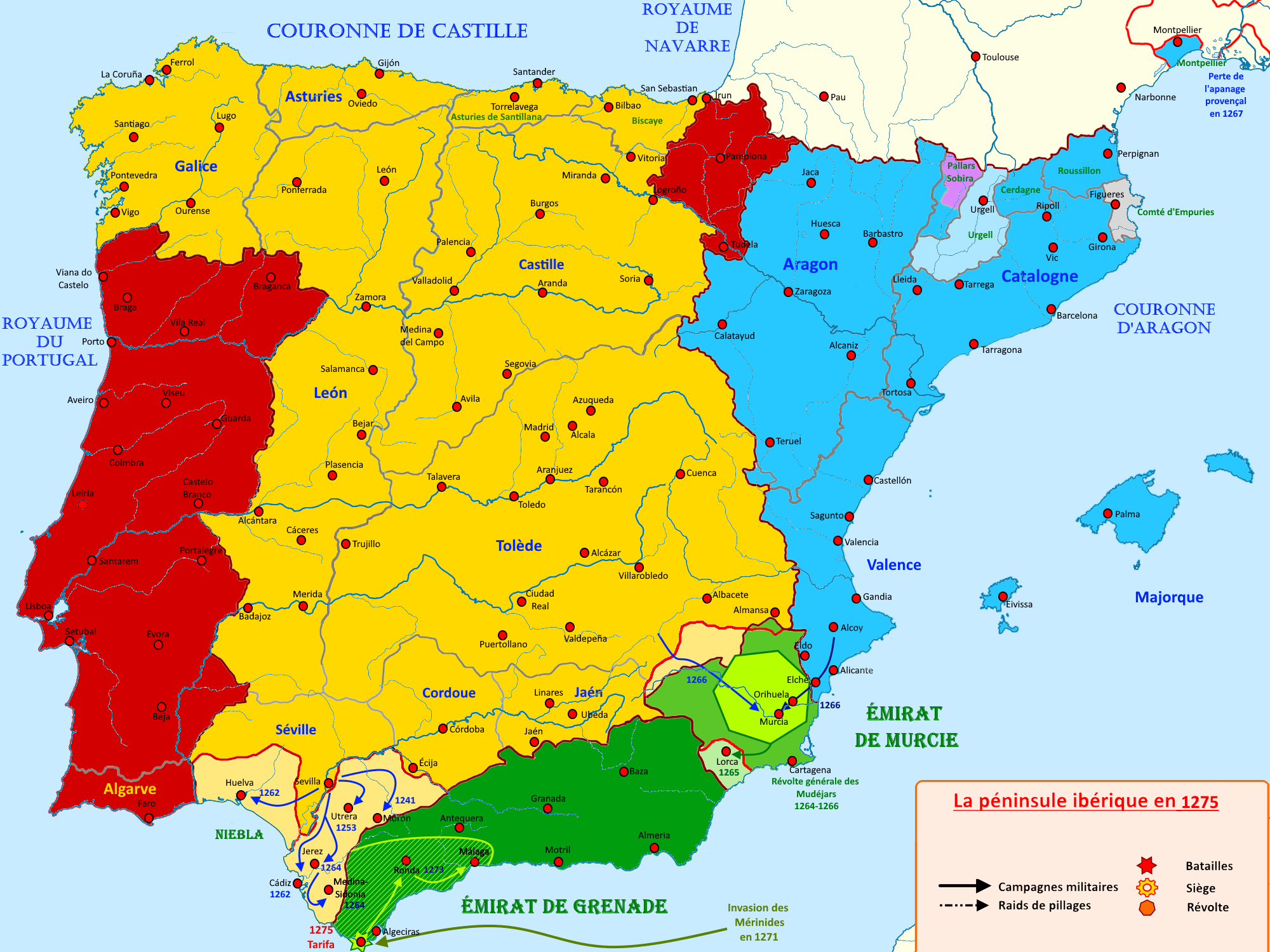
L'irruption mérinide en 1275.

### Bilan du Moyen Âge

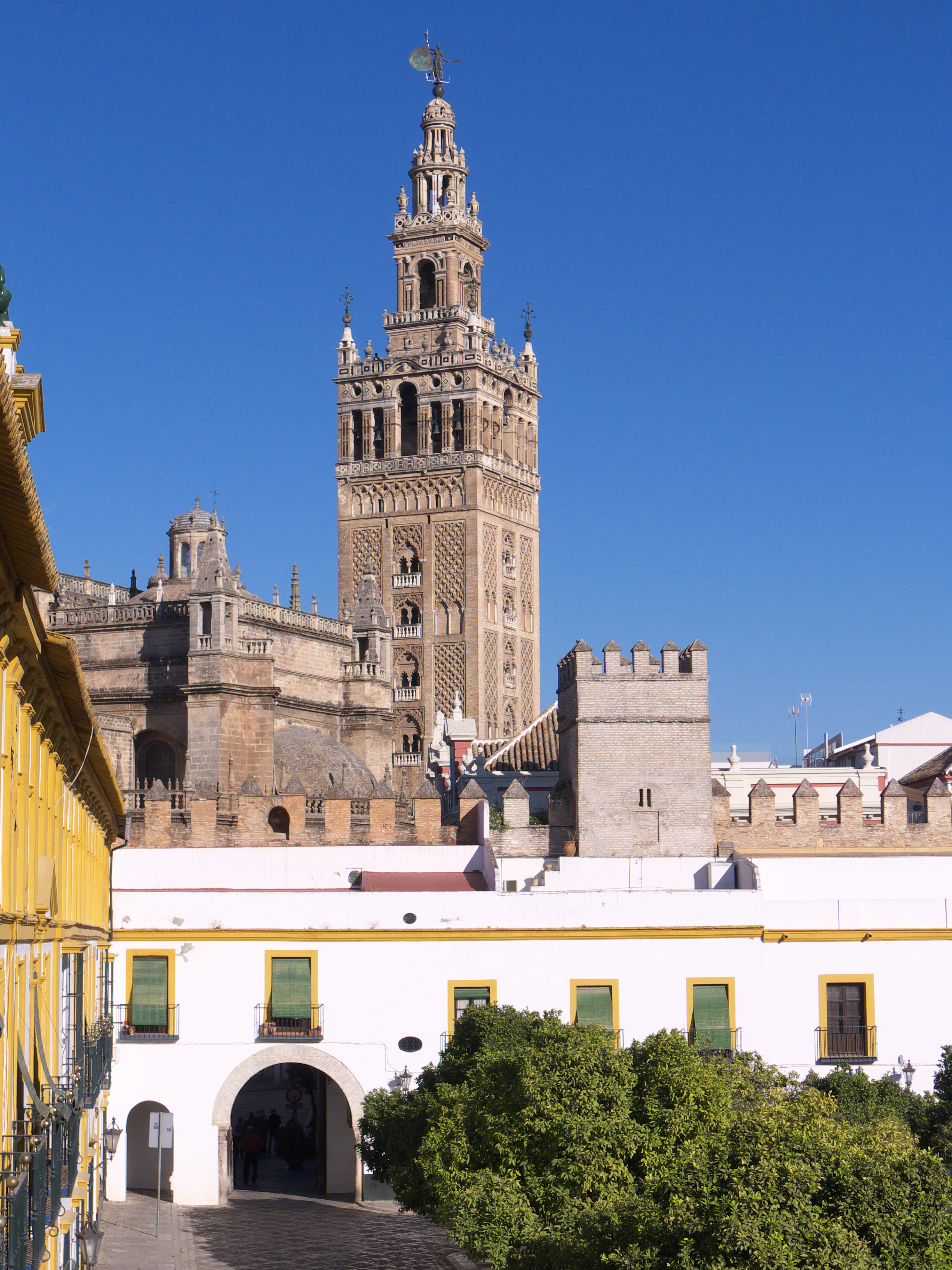
Le patio de Banderas (la « cour des Drapeaux ») à Séville, où il y a des vestiges des époques romaine, wisigothe, musulmane et chrétienne. Au fond, la Giralda.

Les guerres sont menées par les couronnes de Castille et d’Aragon, avec parfois des appuis européens plus larges. Elles entraînent des problèmes importants. Dans les années qui suivent leurs conquêtes, les rois chrétiens appliquent à l'avantage des chrétiens une politique de séparation et de coexistence des religions. La tolérance initiale envers les populations conquises évolue rapidement, suscitant des révoltes. Ainsi la Castille connaît une première révolte majeure en 1264 à l'issue de l'annexion de Séville (1246) qui aboutit à l'expulsion des mudéjars. Parallèlement, une série de révoltes d'importance secoue l'Aragon après la prise de Murcie à partir de 1244, s'intensifiant en 1276 et jusqu'en 1304.
D'un point de vue économique, l’absorption d’énormes volumes territoriaux et de population cause d'importantes difficultés. En Andalousie et à Murcie, l’imposition des grands seigneurs — nobles guerriers et ordres militaires — et l’expulsion des populations autochtones — agriculteurs et artisans — provoque une récession majeure du territoire. Les gains territoriaux très rapides sont accompagnés par d'intenses efforts de repeuplement, qui mettent à mal la stabilité économique et la production agricole. À Valence et à Alicante, les seigneuries chrétiennes, plus petites, se superposent à une population musulmane qui maintient la prospérité économique. Ces problèmes sournois dégénèrent en crise majeure de la féodalité : des guerres de succession en Castille et enfin la crise entre 1383 et 1385 qui entraîne des combats violents entre la Castille et le Portugal avec la participation respective de la France et de l'Angleterre.
La période du XIVe siècle espagnol est troublée, la reconquête du territoire s'arrête : de 1350 à 1460, il y a seulement 25 ans de guerre pour 85 ans de paix.

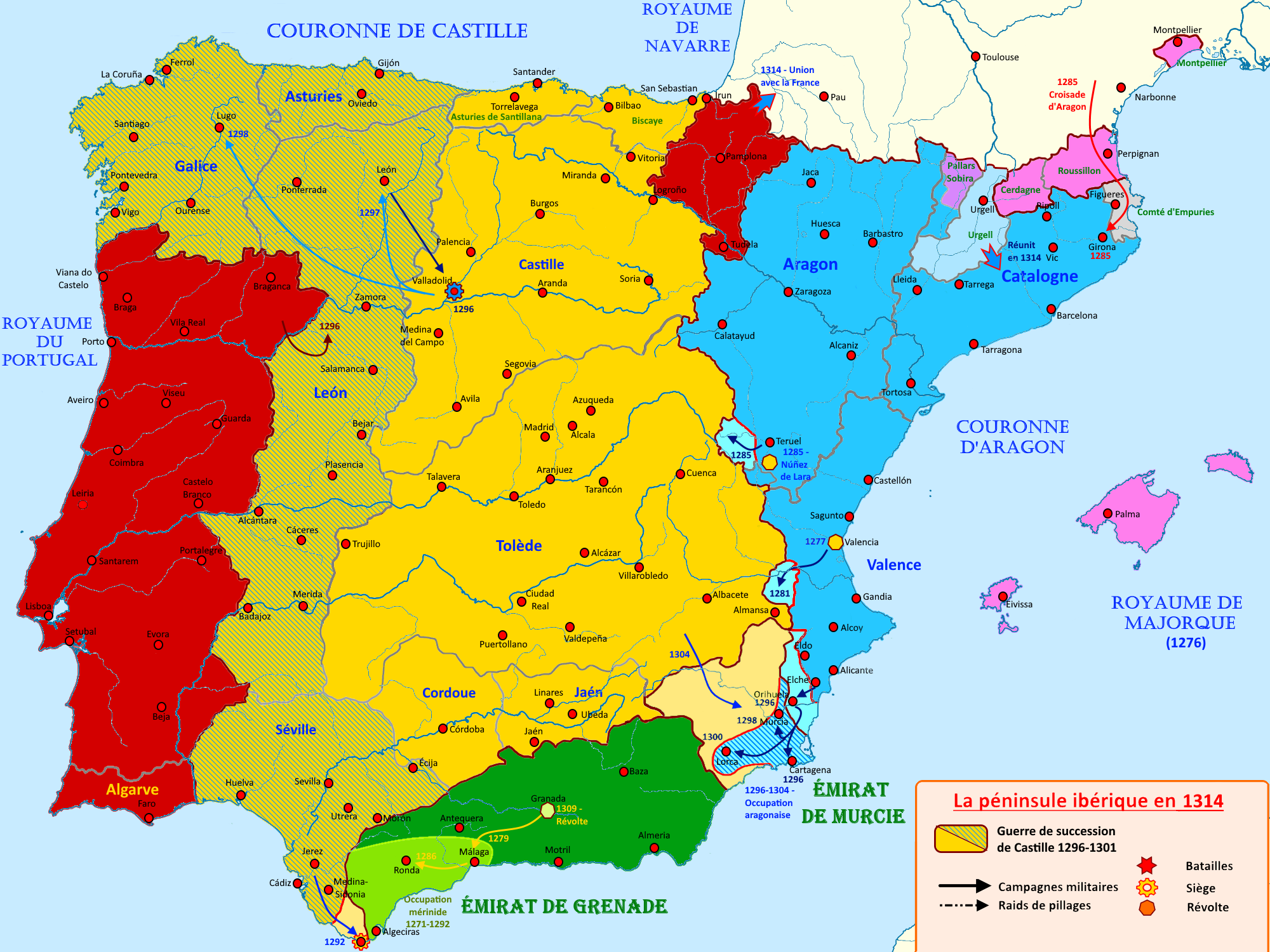
La Reconquista en 1314.
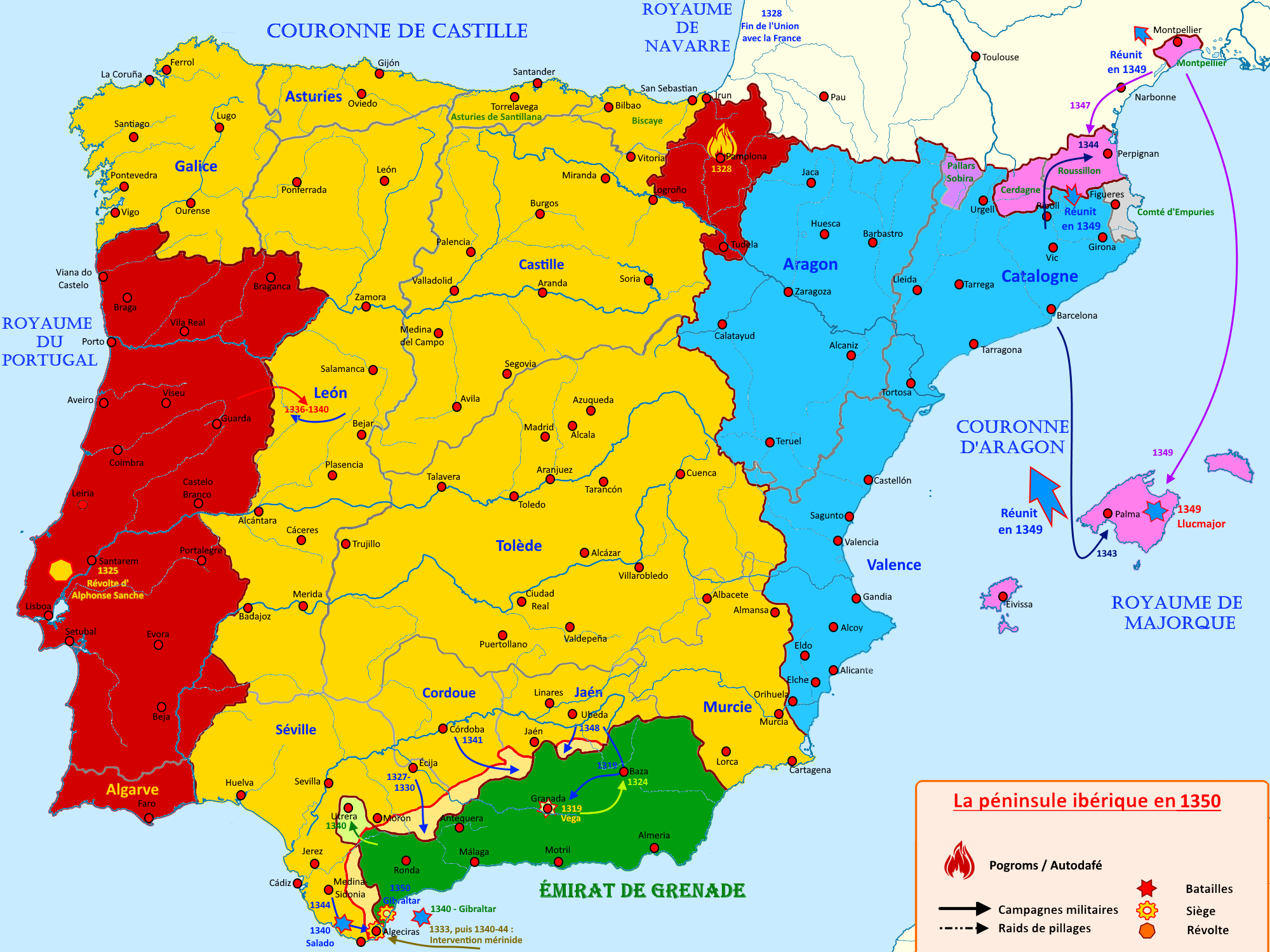
La résistance de Grenade de 1314 à 1350.
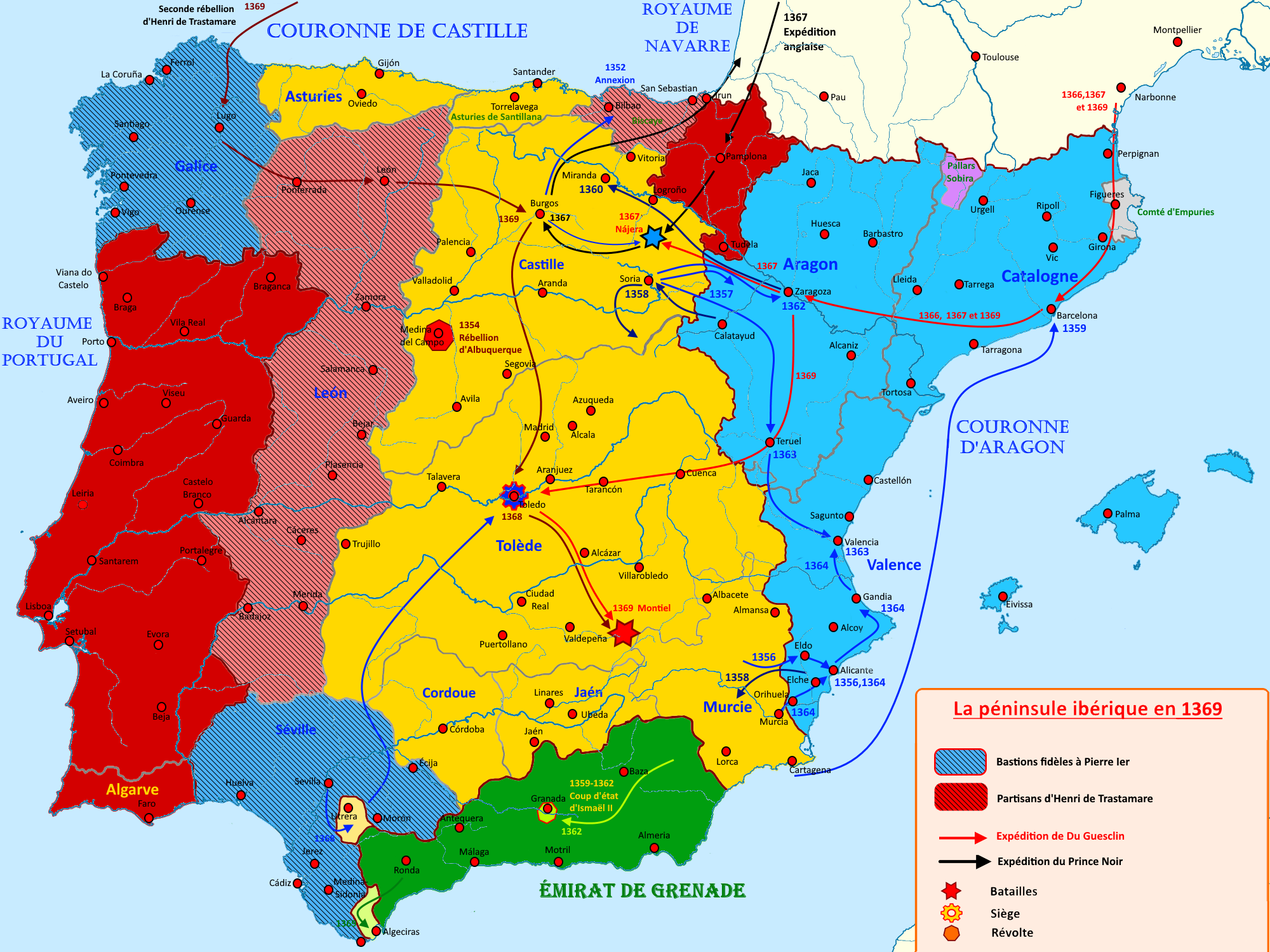
La Reconquista de 1350 à 1369.
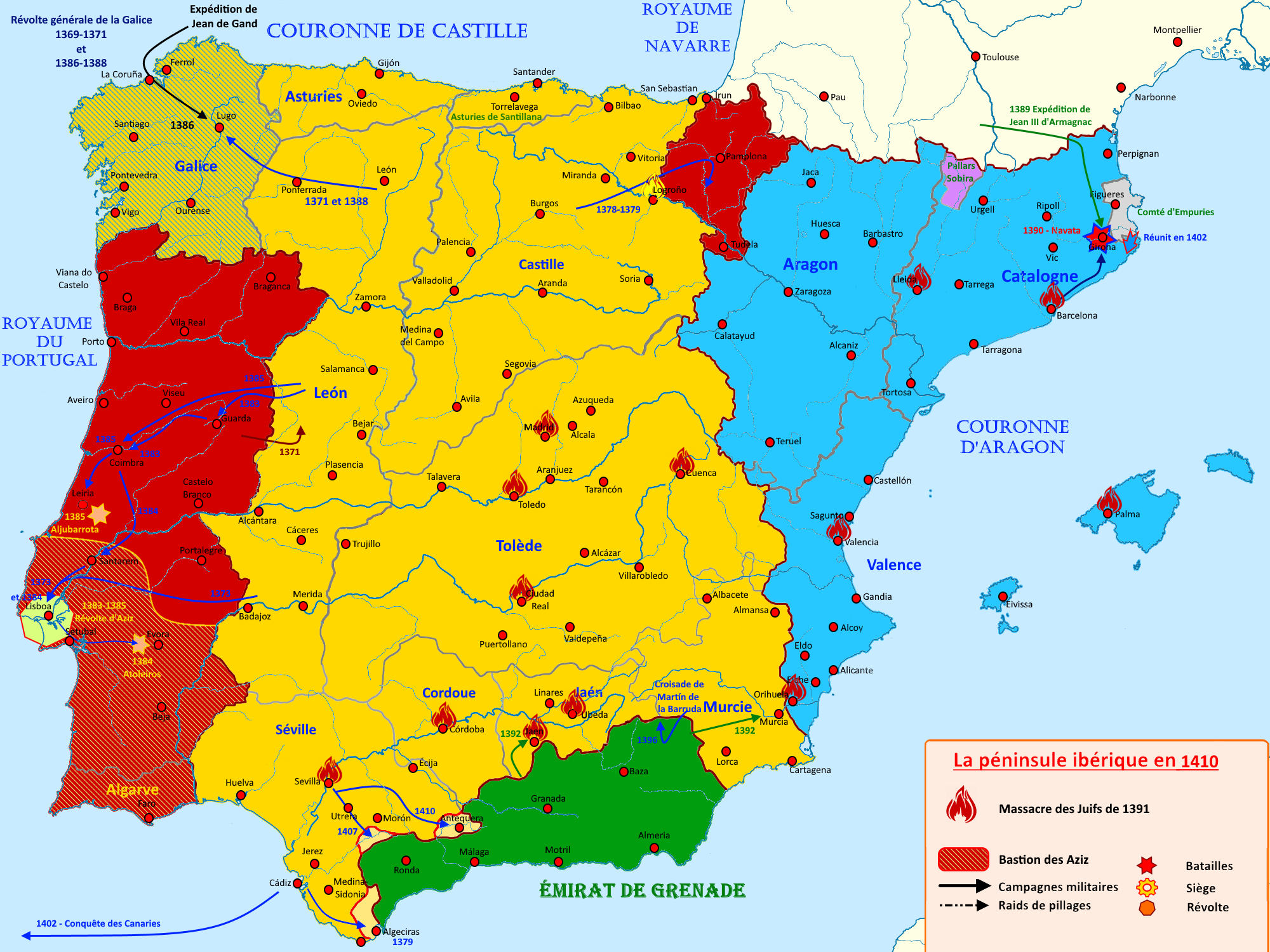
La Reconquista de 1369 à 1410.
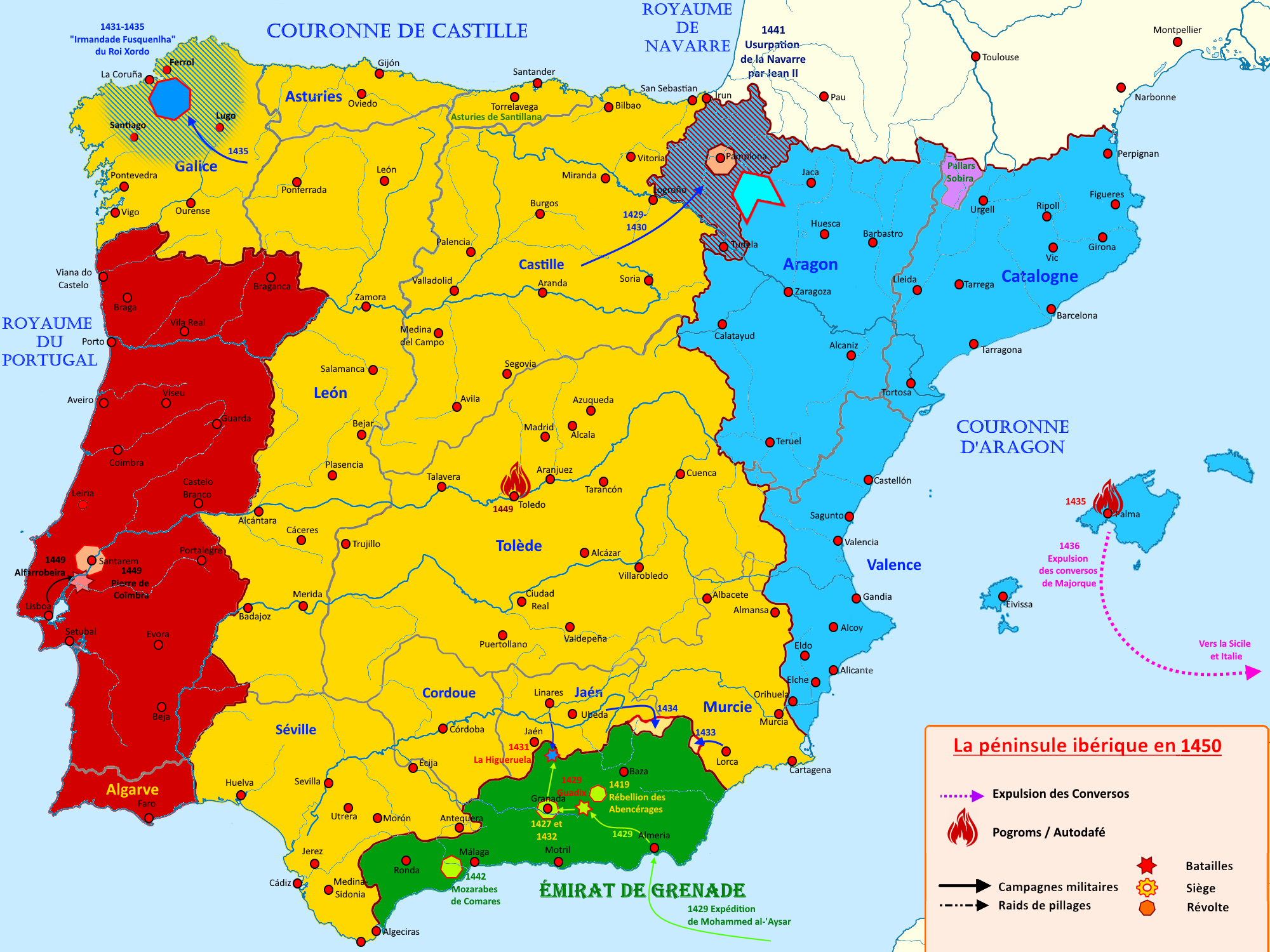
La Reconquista à l'arrêt en 1450.
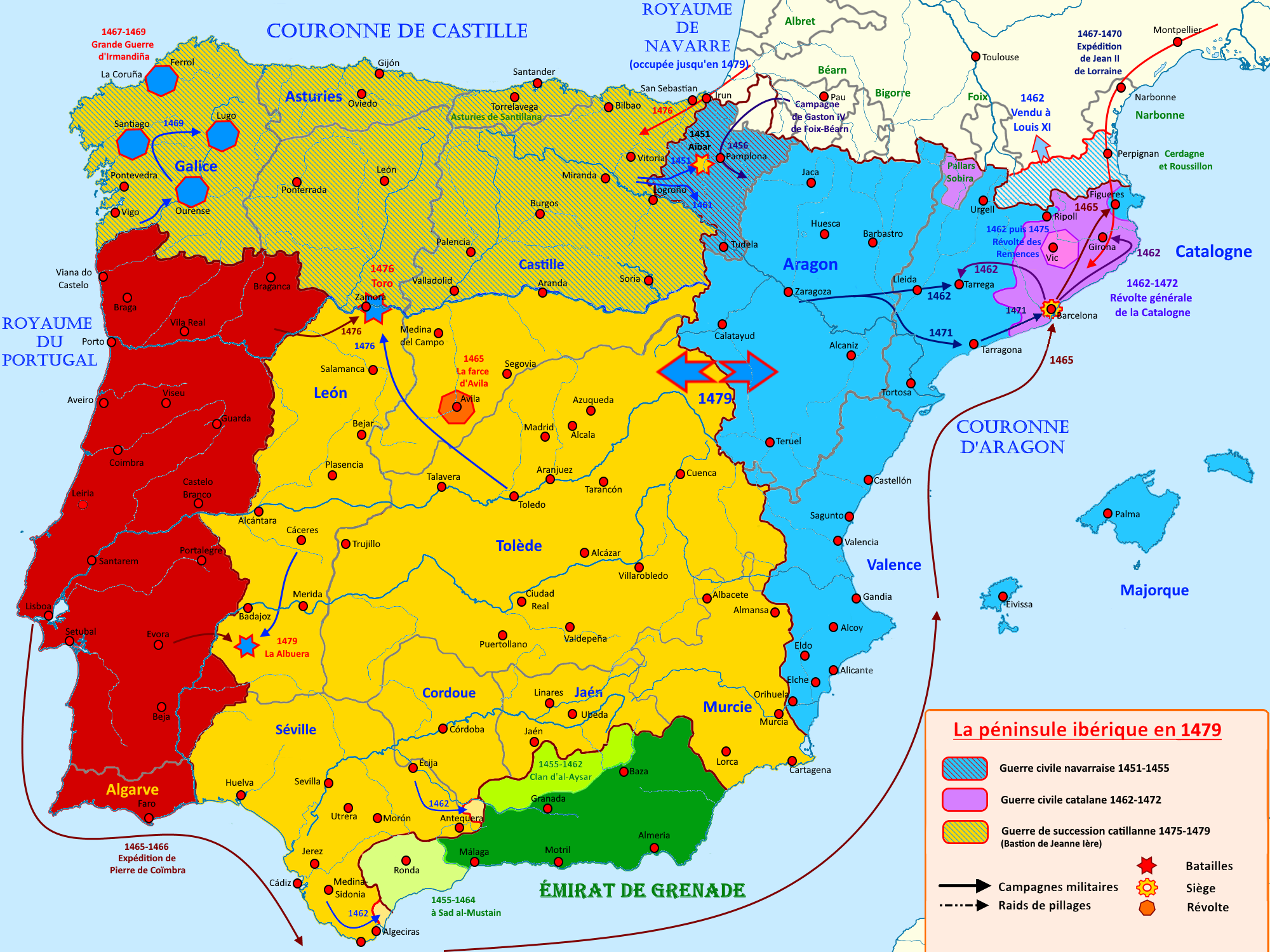
La guerre civile grenadine 1450-1464.

## La prise de Grenade

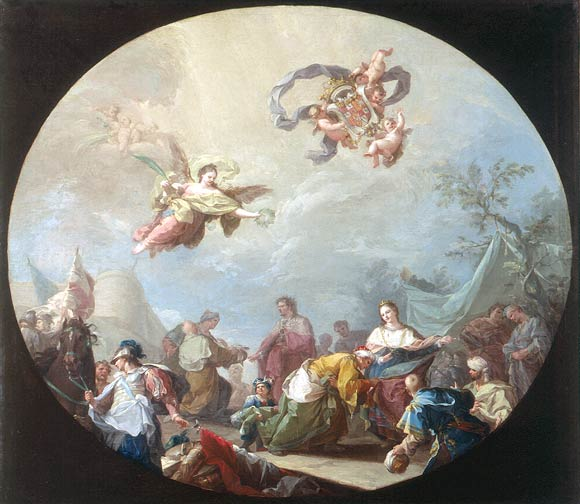
La victoire finale : l'Année cruciale. Peinture de Francisco Bayeu.

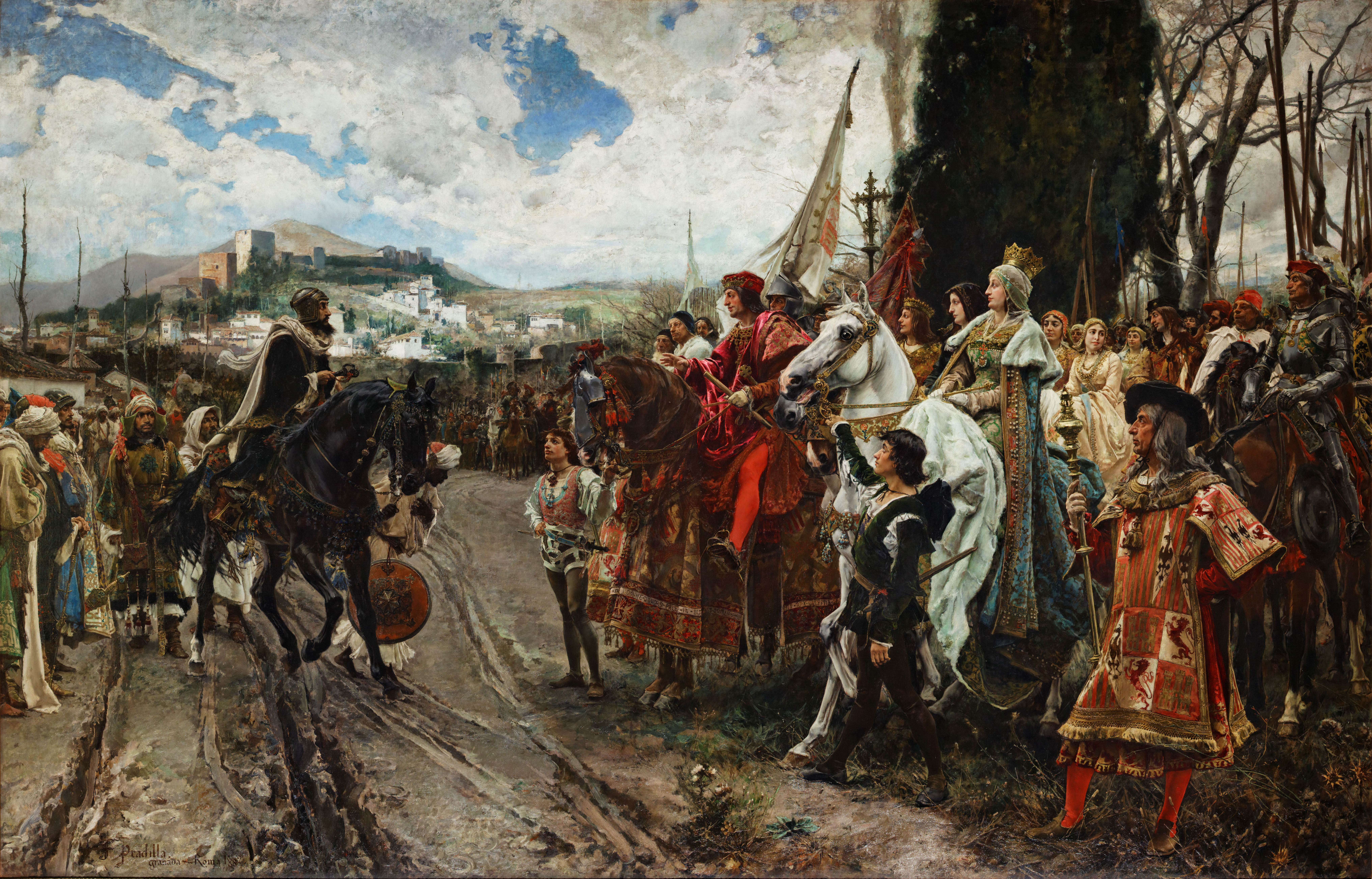
Datant du XIXe siècle, ce tableau de Francisco Pradilla y Ortiz représente la reddition du roi feudataire de Grenade Muhammad XII Abû Abd Allah dit Boabdil.

Au XVe siècle, le territoire espagnol est divisé en trois royaumes chrétiens, la Navarre, la Castille (désormais unie au royaume de León), et l’Aragon. Le dernier royaume, celui de Grenade, est musulman et vassal du royaume de Castille.
La fin du Moyen Âge et le début de l'ère moderne se traduisent en Espagne par le mariage des Rois catholiques, Ferdinand II d’Aragon et Isabelle de Castille, qui permet l'union des royaumes d'Aragon et de Castille, union qui elle-même vise l'unification territoriale, politique et sociale de toute l'Espagne. Les royaumes chrétiens sont désormais tous unis : l’Aragon, la Castille et León, réunis au sein d’un seul État, signent l’émergence d’une nouvelle grande puissance.
Le royaume de Grenade, alors sous la forme de l'émirat de Grenade, est reconnu comme le vassal de la Castille depuis 1246 et doit lui payer un tribut. De temps en temps éclatent des conflits dus au refus de payer qui se terminent par un nouvel équilibre entre l'émirat maure et le royaume catholique. En 1483, Muhammad XII (« Boabdil ») devient émir en dépossédant son propre père, événement qui déclenche la guerre de Grenade. Un nouvel accord avec la Castille provoque une rébellion dans la famille de l'émir et la région de Malaga se sépare de l'Émirat. Málaga est prise par la Castille et ses 15 000 habitants deviennent prisonniers, ce qui effraie Muhammad.
Ce dernier, pressé par la population affamée et devant la suprématie des Rois catholiques qui possèdent de l'artillerie, capitule le 2 janvier 1492, terminant ainsi onze ans d'hostilité pour Grenade et sept siècles de présence du pouvoir islamique en Espagne. Vaincu, Muhammad signe un traité et livre la ville au roi Ferdinand d’Aragon et à la reine Isabelle de Castille. La reddition de Boabdil met fin au royaume musulman de Grenade. La présence des populations musulmanes, les mudéjars (musulmans sous domination chrétienne), prend fin en 1609, lorsqu'elles sont totalement expulsées d'Espagne par Philippe III.
Les combats menés depuis le VIIIe siècle contre les musulmans en vue de reconquérir les terres de la péninsule Ibérique s’achèvent donc avec la prise de Grenade. C'est à la suite de cette victoire qu'Isabelle et Ferdinand reçoivent du pape (espagnol) Alexandre VI Borgia le titre de « rois catholiques ».
Dans l'Espagne contemporaine, les fêtes de Moros y Cristianos (« Maures et chrétiens ») commémorent la victoire chrétienne dans des parades colorées.

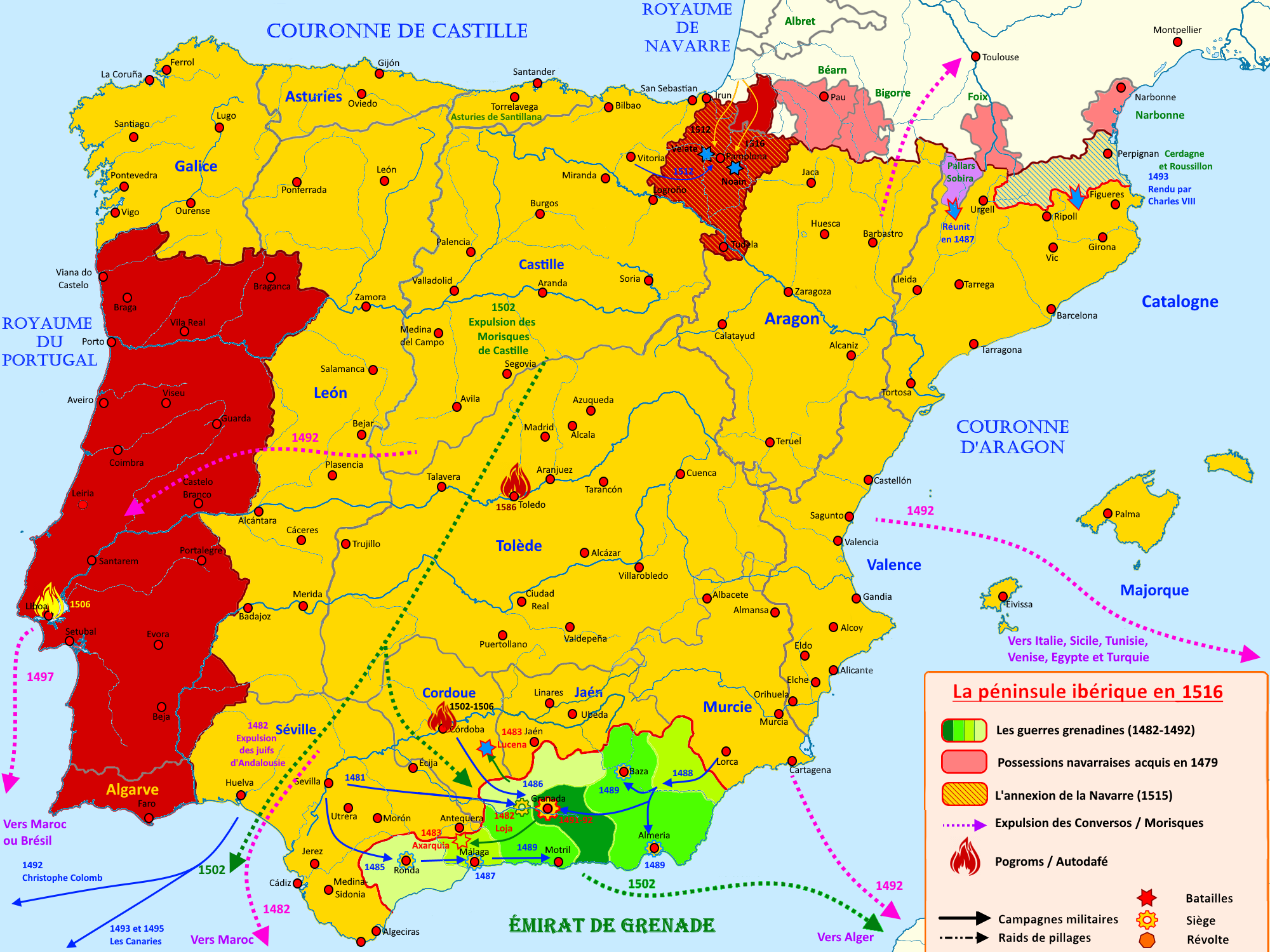
La fin de la Reconquista en 1492.

## Poursuite temporaire de la Reconquista en Afrique du Nord
Après la chute du dernier bastion maure de la péninsule Ibérique, Ferdinand II d'Aragon continua la lutte contre les musulmans dans la mesure où il s’agissait de provinces autrefois romaines. Henri le Navigateur avait déjà tenté de prendre Tanger dès 1437. Le testament d’Isabelle la Catholique de 1504 oriente définitivement la politique extérieure de l’Espagne vers une guerre sainte contre l’Islam et un contrôle militaire de l’Afrique du Nord. Le 17 septembre 1497, la ville de Melilla est prise, puis en 1505 c'est au tour de Mers-el Khébir et de Peñón de Vélez de la Gomera en 1508. La prise d'Oran intervient en 1509, celles de Bougie et de Tripoli, à l’autre extrémité de la côte des Barbaresques, l’année suivante en 1510. Khayr ad-Din Barberousse reprendra le Peñon d'Alger en 1529 pour le compte de la Régence d'Alger. Tripoli, donnée aux hospitaliers par Charles Quint en 1530, sera reprise par les Ottomans en 1551, Oran et Mers el-Kébir resteront espagnoles jusqu'en 1792.

## Déplacement de populations

### Repeuplement

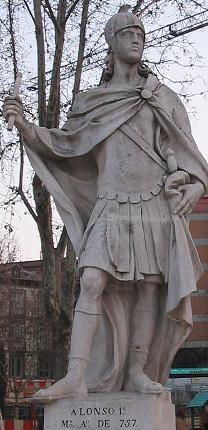
Alphonse Ier des Asturies, dit « le Catholique », statue située dans le parc du Retiro de Madrid.

Simultanément aux avancées militaires se produit un processus de déplacement de populations accueilli favorablement par les populations chrétiennes. Connu sous le nom de « repeuplement », il recouvre deux aspects. D'une part le repeuplement de terres abandonnées par les guerres et les baisses démographiques massives qui s'ensuivent (vallée du Douro), d'autre part la récupération de territoires conquis souffrant de désorganisation administrative et d’appauvrissement économique associés à une chute modérée de la population. Le premier aspect du repeuplement est écarté par des auteurs comme Menéndez Pidal. Dans tous les cas, ce processus a pour objet de « réoccuper et coloniser des terres conquises sur les musulmans » et de s'assurer la loyauté des habitants dans les terres annexées.
Les populations proviennent de noyaux septentrionaux (zones montagneuses, pauvres, zones trop peuplées), de communautés mozarabes du Sud qui émigrent au nord à la suite de l’augmentation de la répression religieuse. Ces populations se déplacent jusqu’aux zones franques du nord des Pyrénées. Les modalités de l’assentiment de ces populations dépendent de leurs caractéristiques, de la façon dont a lieu la conquête, le rythme de l’occupation et les volumes de population musulmane établie dans la zone à repeupler. Dans les zones qui sont successivement des frontières entre chrétiens et musulmans, il n’y a jamais de vide démographique, de zones dépeuplées.
La question du dépeuplement de la région au nord du Douro, entre 750 et 850, a été un sujet de controverse entre les historiens. La thèse d'Alexandre Herculano, historien portugais du XIXe siècle, affirme qu'à l'instar des Maures, Alphonse Ier aurait pratiqué alors la politique de la terre brûlée, constituant ainsi « une ceinture de désert » pour empêcher les chefs musulmans de s'en servir comme base de départ de leurs attaques. Le roi aurait ainsi transféré des populations chrétiennes pour les regrouper au nord sur ses terres, surtout autour d'Astorga. Cette théorie fut remise en cause dans la première moitié du XXe siècle par des historiens comme Alberto Sampaio et Pierre David. L'historien Sanchez Abornoz défend au contraire le point de vue d'Herculano ainsi que, plus récemment, Torquato de Sousa Soares dans le Dictionnaire d'histoire du Portugal.

### Coexistence au Moyen Âge

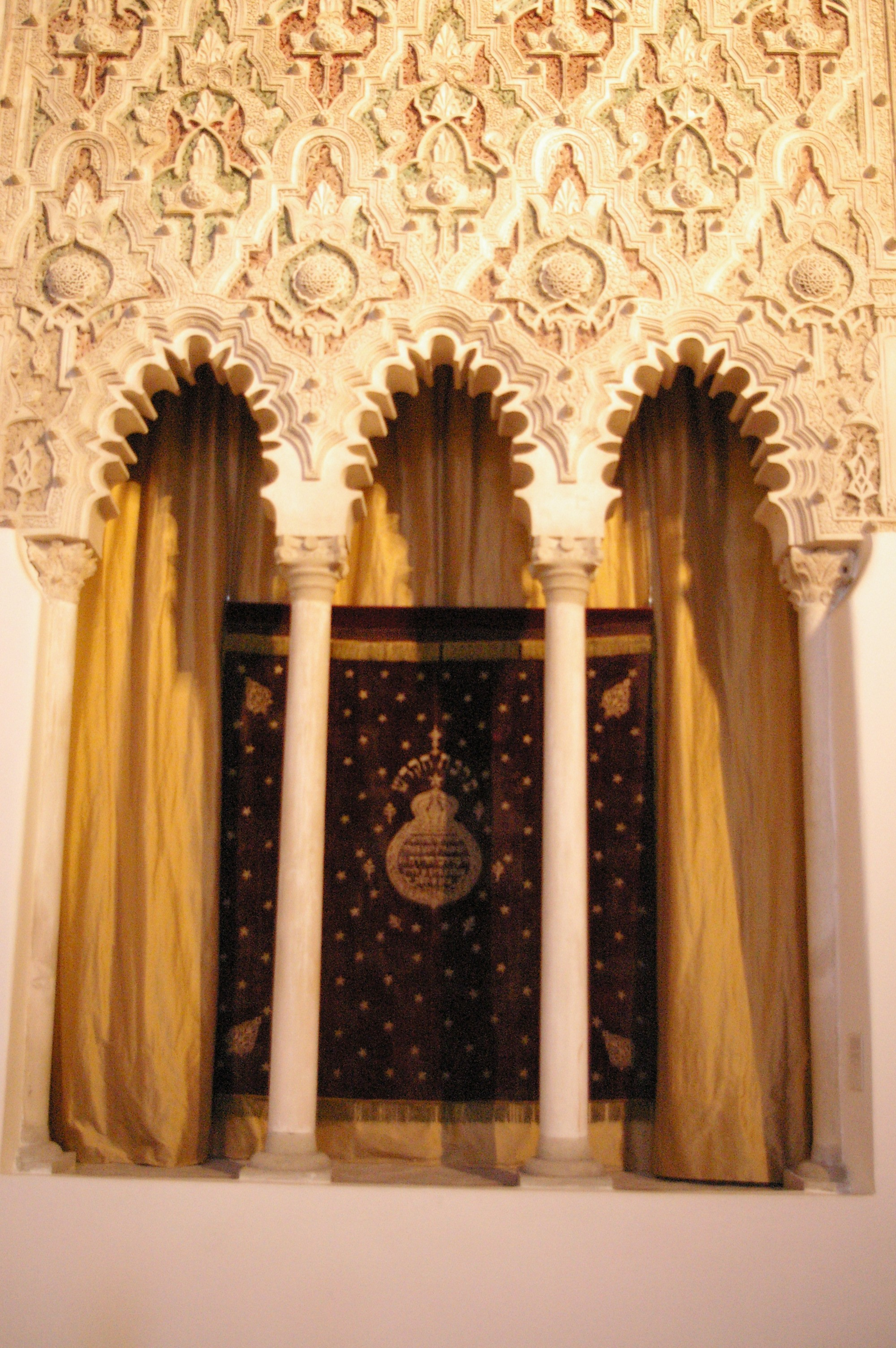
Synagogue de Tolède.

Après leur conquête, les musulmans sont en infériorité numérique massive dans les territoires conquis. Leurs souverains appliquent une « politique coloniale » : ils renomment les villes et les fleuves, réaménageant les lieux de cultes chrétiens en mosquées. Chrétiens et juifs sont soumis au régime juridique du dhimmi : leurs droits sont réduits et ils souffrent de nombreux désavantages par rapport aux musulmans.
Cependant, al-Andalus concentre les plus grandes communautés juives d'Europe et c'est l'âge d'or de la culture juive en Espagne. Mais la situation des juifs se dégrade : ils subissent un massacre en 1066 à Grenade et finissent par être expulsés au XIIe siècle. Beaucoup trouvent refuge au nord de la péninsule.
Lors de la prise des taïfas par les royaumes chrétiens, les princes musulmans négocient des conditions de vie favorables aux musulmans, calquant le statut du mudéjar sur celui du dhimmi. Chaque communauté jouit de ses propres lois, contraintes et impôts. Même si l'application des traités est éloignée de leurs textes, les communautés continuent à coexister jusqu'à la fin du XIIIe siècle avant que l'espace culturel musulman ne se restreigne massivement.

### Haut Moyen Âge
Du VIIIe au XIe siècle, entre la cordillère Cantabrique et le Douro, s’établit une véritable culture de la frontière. Le roi attribue des terres sans maître à des hommes libres qui doivent se défendre par eux-mêmes dans un environnement dangereux et occuper la terre qu’eux-mêmes vont travailler (Aprision). C’est un processus apparenté aux presuras des noyaux pyrénéens. La sécurité retrouvée, la population s'accroît rapidement et les chrétiens occupent les terres abandonnées. En 856, la ville de León est de nouveau occupée par des chrétiens.
Au fur et à mesure que la frontière se déplace vers le sud, l’indépendance initiale qui caractérisait le comté de Castille se mue en une forme proche du féodalisme européen, avec des seigneuries monastiques et nobiliaires.

#### LeCondado Portucalense

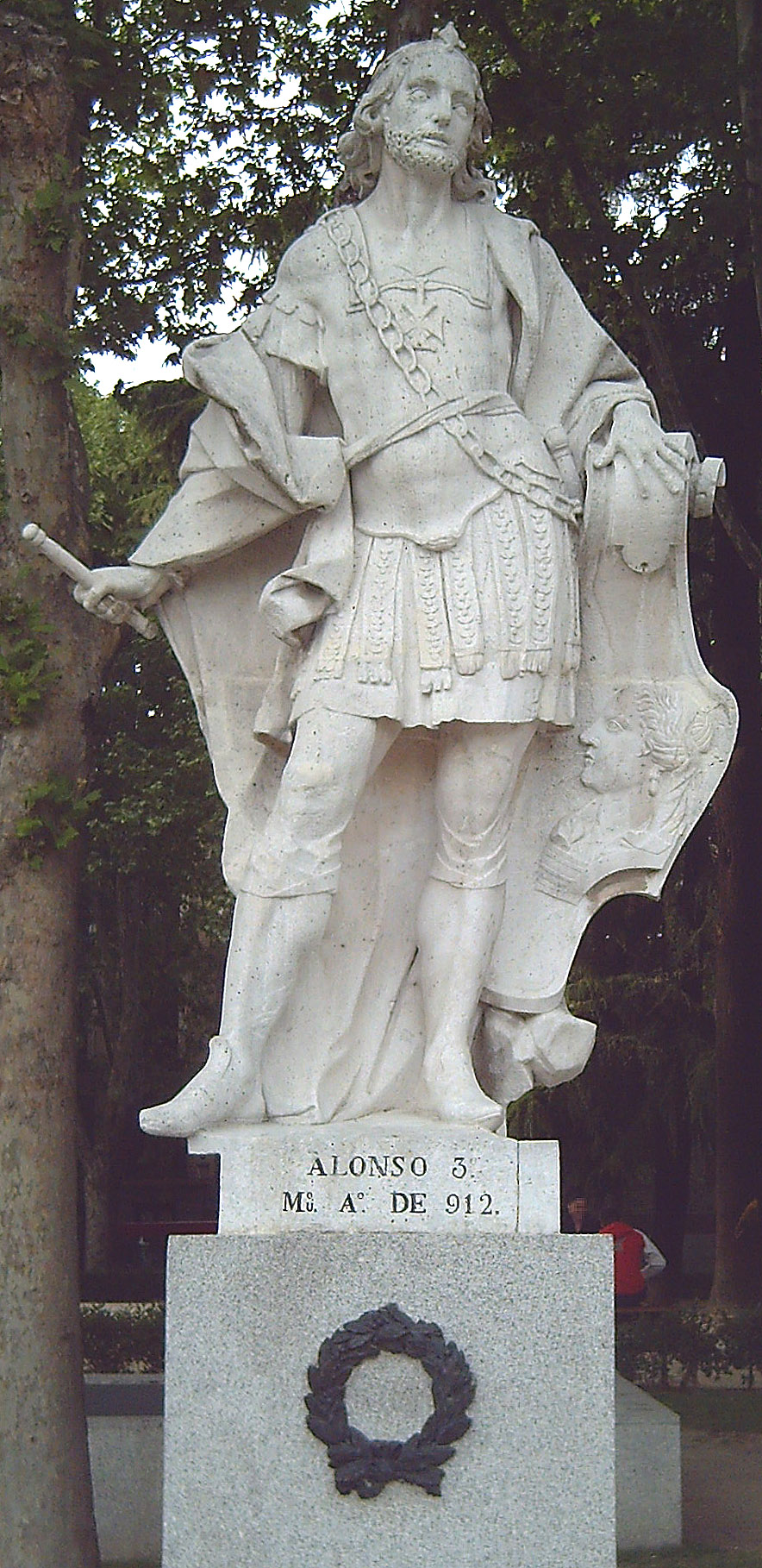
Le roi Alphonse III des Asturies.

À la fin du IXe siècle une unité territoriale entre le Lima au nord et le Douro au sud est confiée à un dux qui établit son siège à Portucale dans l'embouchure du Douro. Durant le règne d'Alphonse III des Asturies, la noblesse qui s'y installe et repeuple la région est à l'origine du Condado Portucalense (comté de Portugal).

### XIeetXIIesiècles

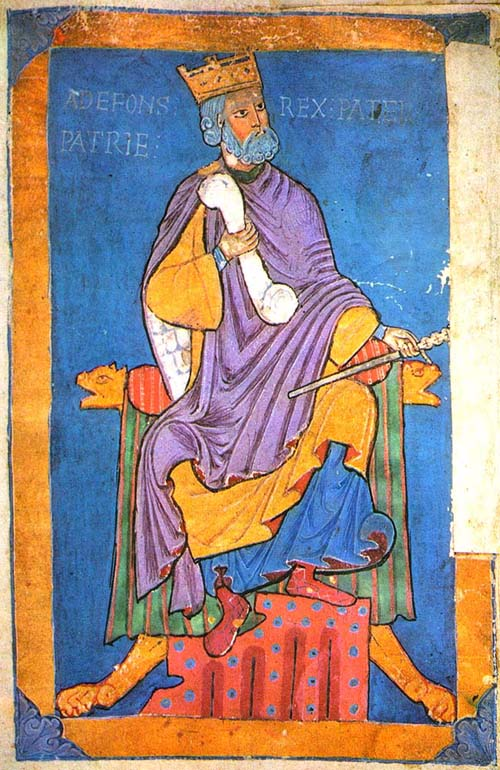
Alphonse (peinture du XII, cathédrale de Saint-Jacques-de-Compostelle).

Entre le Douro et le Système central, aux XIe et XIIe siècles s’établissent des conseils municipaux qui attirent la population par l’attribution de privilèges collectifs substantiels fixés par les chartes de peuplement, les fors. Ces villes exercent des droits comparables aux seigneuries sur les zones agricoles alentour (alfoz) avec lesquelles elles forment des communautés de ville et de terre : Salamanque, Ávila, Arévalo, Ségovie, Cuéllar, Sepulveda ou Soria par exemple.
En Castille, dans la vallée du Tage, l’apport de nouvelle population est moindre. L’essentiel de la population autochtone de la taïfa de Tolède, zone densément peuplée, se maintient. L’année suivant la prise de Tolède en 1086, par le roi Alphonse VI, commence un effort de repeuplement des zones plus au nord en particulier Talevera, Madrid, Guadalajara, Talamanca ou Alcalá de Henares. Chaque communauté est définie par ses origines ethnico-religieuses (juifs, musulmans, mozarabes, castillans) et bénéficie d’un statut juridique particulier. Après l’invasion almoravide, les musulmans sont expulsés afin de former une unité sociale castillane. Le siège archiépiscopal de Tolède s’enrichit alors des propriétés saisies (mosquées) et achète de nombreux biens aux familles mozarabes. Dans les zones plus au sud, notamment en Estrémadure, dans La Manche et le Maestrazgo, le roi[Qui ?] concède aux ordres militaires espagnols de grandes seigneuries. Autour de leurs châteaux s’installent des paysans avec très peu de libertés ne dépendant pas des conseils et des fors.
En Aragon, durant la première moitié du XIIe siècle, dans la vallée de l’Èbre, les grands noyaux urbains de Tudela, Saragosse et Tortosa maintiennent la population musulmane en même temps qu’entrent sur le territoire des vagues de Mozarabes, Francs et Catalans qui s’y établissent suivant un système de répartition[Lequel ?] et en occupant les maisons abandonnées.

### XIIIesiècle

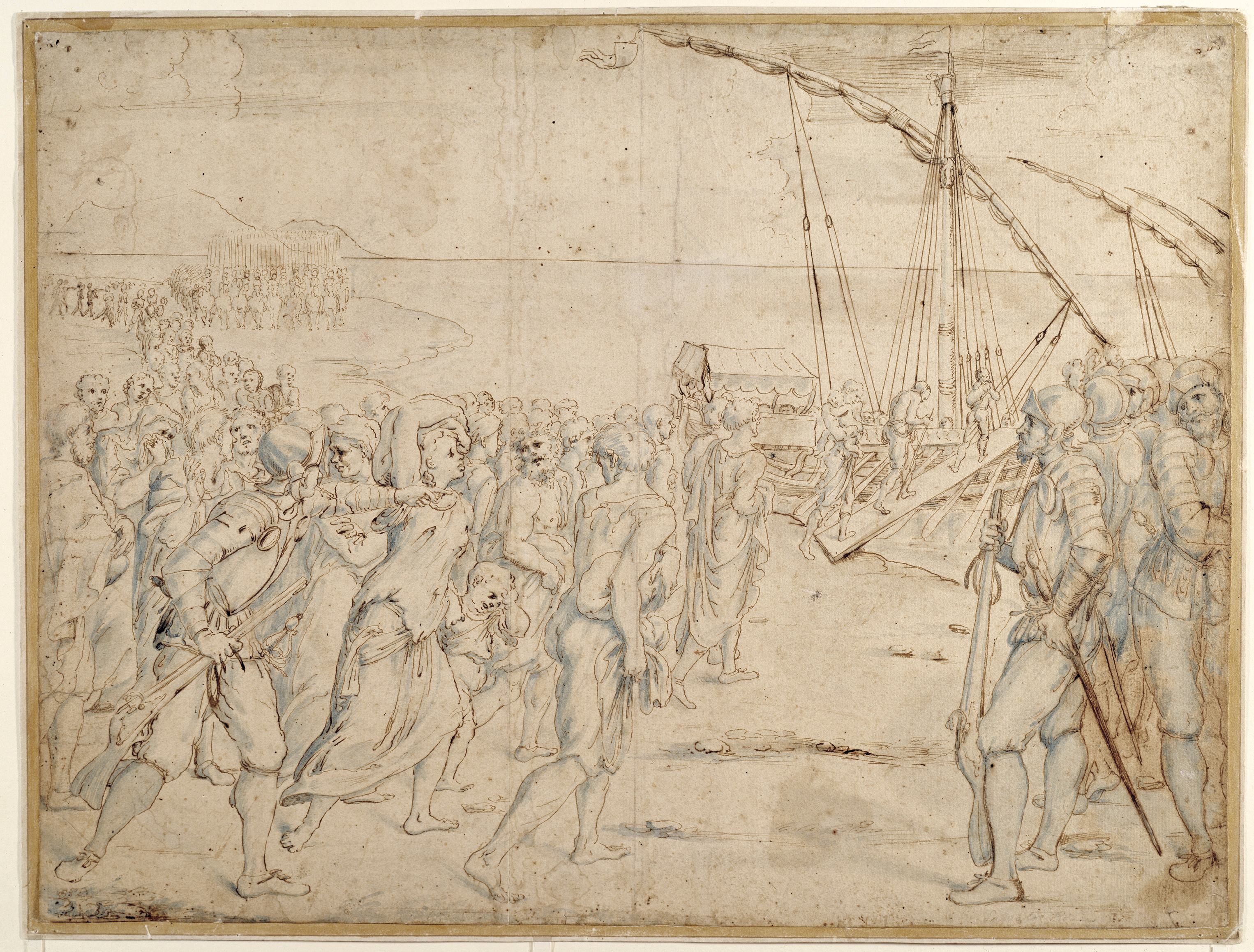
L'expulsion des Morisques, Vincenzo Carducci, 1627, musée du Prado, Madrid.

Dans les vallées du Guadalquivir, sur le littoral valencien et les Baléares, le repeuplement est effectué selon le système de répartition des donadios ainsi que des heredamientos.
En Castille, la population musulmane reste dans les zones à domination castillane. Le repeuplement progresse sous forme d'habitat colonial fortifié qui annexe les terres de musulmans majoritairement paysans. Par ailleurs le mécontentement dans les villes est systématiquement dirigé contre les mudéjars. Cette population se révolte en 1264 en Andalousie et en Castille, ce qui entraîne leur expulsion et favorise une augmentation du nombre de grandes seigneuries.
Après la conquête du royaume de Valence en 1238 et malgré des révoltes en 1248 et 1275, la population musulmane se maintient dans les zones rurales jusqu’à l’expulsion des morisques en 1609.

### XIVesiècle
Les violences de la fin du XIVe siècle, entre crise de la féodalité et guerres de successions, s'accompagnent dans la péninsule Ibérique de persécutions ethno-religieuses dirigées contre les musulmans et les juifs.

### XVesiècle

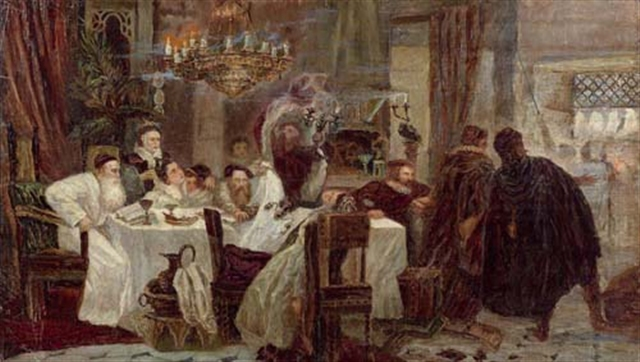
Marranos. Cérémonie secrète en Espagne à l’époque de l’Inquisition. Tableau de, 1893.

L'évolution politique favorisée par les crises du siècle précédent met un terme au Moyen Âge espagnol et ouvre la voie aux États modernes. Les violences religieuses dans la majeure partie de la péninsule se transforment progressivement en une politique de pureté du sang et de christianisation de la société. Les souverains n'ayant pas encore la totalité des pouvoirs, cette politique est lancée indépendamment par d'importantes institutions civiles ou ecclésiastiques
Dès 1449 et jusqu'au milieu du XVIe siècle, elles promulguent, chacune de leur côté, les décrets dits de la pureté du sang ayant pour but d'extirper d'Espagne les héritages musulmans et juifs. Les tribunaux de l'Inquisition apparaissent dès 1478 en Espagne et au Portugal. « Leurs victimes sont d'abord les Juifs convertis au catholicisme, suspectés de judaïser en secret. On les appelle les marranes, c'est-à-dire les cochons ».
Cette politique atteint son paroxysme en Espagne après 1492, lorsque les désormais rois très catholiques, à la tête d'un royaume uni, voulant imposer la foi chrétienne à l'ensemble du royaume prononcent l'expulsion des juifs d'Espagne non convertis, provoquant par là-même un exil. Les musulmans non convertis sont expulsés en 1502. Ne restent alors en Espagne que de nouveaux convertis appelés morisques. Après différentes péripéties, ceux-ci seront définitivement expulsés, un siècle plus tard, en 1609 au motif qu'ils ne s'assimilent pas et sont suspectés d'aider leurs coreligionnaires du Maghreb lors d'attaques par mer par les pirates barbaresques. « C'en est vraiment fini alors de l'esprit de la Convivencia », de la coexistence pacifique entre les trois monothéismes.
Le catholicisme, dans ces circonstances, n'est plus seulement une religion, mais devient « une idéologie émergente de l’État-nation », estime Ella Shohat. « On constate une intolérance croissante de dimension culturelle et ethno-raciale. Juifs et musulmans ne sont plus seulement étiquetés comme différents religieusement, mais leur identité culturelle et linguistique est considérée comme incompatible avec la culture chrétienne espagnole, et elle doit être éradiquée », selon Adnan Husain, spécialiste du Moyen Âge européen. L'expulsion des juifs et des musulmans d'Espagne a contribué à « créer l'identité moderne de l'Europe que défendent encore beaucoup de personnes de nos jours, une identité chrétienne. C'est l'Europe d'aujourd'hui, mais elle n'était pas ainsi auparavant », selon l'historien Tariq Ali.

## Tradition littéraire de la Reconquista

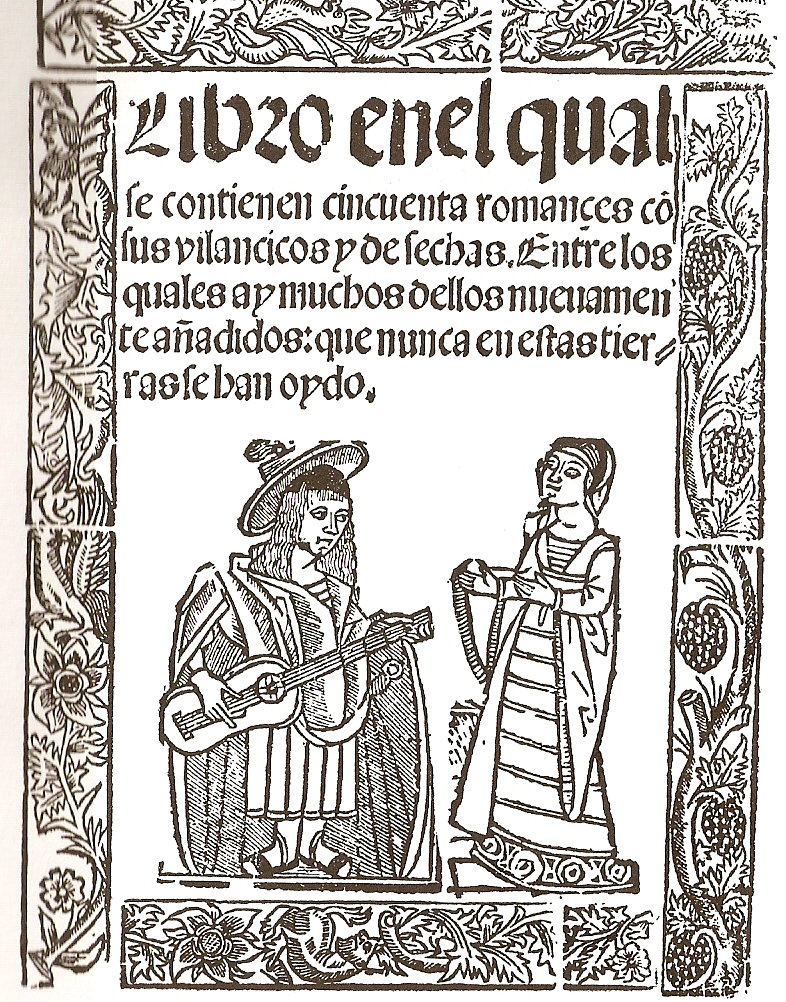
Couverture du Libro de los cincuenta romances (1525), première collection connue de romances.

La Reconquista est l'un des chapitres les plus célèbres et les moins bien connus de l'histoire de l'Espagne. Elle donne lieu à nombre de discussions où, faute de sources solides, « l'idéologie prime sur l'objectivité ».
Si les premières chroniques décrivent objectivement l'occupation musulmane, se met en place progressivement, à la fin du IXe siècle, par le biais des chroniques, des chansons de gestes (dont notamment le Cantar de mio Cid) puis, plus tard, des romanceros, une présentation de la Reconquista comme dessein divin. La conquête musulmane et la disparition du royaume des Wisigoths sont interprétées comme la punition du peuple qui n'aurait pas respecté les commandements de Dieu. Le roi Wittiza puis le roi Rodéric sont présentés comme des rois corrompus. On leur attribue, à l'un ou l'autre, le viol de la fille du comte Julien, ce qui expliquerait la trahison de ce dernier et son ralliement aux Sarrasins. Mais, selon ces chroniques, Dieu n'aurait pas voulu la destruction complète de son peuple et aurait protégé le foyer de résistance qui s'installe dans les Asturies, autour du chef Pélage le Conquérant. De là, la naissance du mythe de la bataille de Covadonga au cours de laquelle les flèches envoyées par les Maures se seraient retournées contre eux et à l'issue de laquelle la montagne elle-même les aurait engloutis. C'est dans ce courant de pensée qu'apparait l'intervention divine de Saint Jacques le Majeur dans les batailles décisives de la Reconquista.
Ainsi à travers les Chroniques asturiennes, en particulier la Chronique d'Alphonse III (Xe siècle), et l'Historia silensis (XIIe siècle), se dessine une volonté d'établir une continuité entre le royaume wisigoth, converti au catholicisme sous le règne de Récarède Ier en 599 et disparu avec Rodéric en 711, et le royaume de León.
Par la suite, la Chronica naiarensis (1190) introduit un changement dans l'héritage. L'héritier véritable du royaume wisigoth n'est plus le royaume de León mais celui de Castille. Selon cette chronique, tout comme deux siècles plus tôt sous le règne de Rodéric, la vengeance divine fond sur le mauvais roi Vermude le Goutteux, par le biais des invasions d'Almanzor. La sauvegarde du royaume wisigoth est alors assurée par le comte Sanche Garcia et le royaume de Castille en devient le nouveau représentant. La Chronica naiarensis (es) est la première chronique proprement castillane. Elle développe l'affirmation de la domination de la Castille où le concept discutable d'Hispanie repose sur un redressement ethnique et dynastique.
Une telle vision de l'Histoire est encore très présente du XVIe au XIXe siècle et rares sont les chroniqueurs présentant une discontinuité entre le royaume wisigoth et les nouveaux royaumes espagnols.

## Chronologie

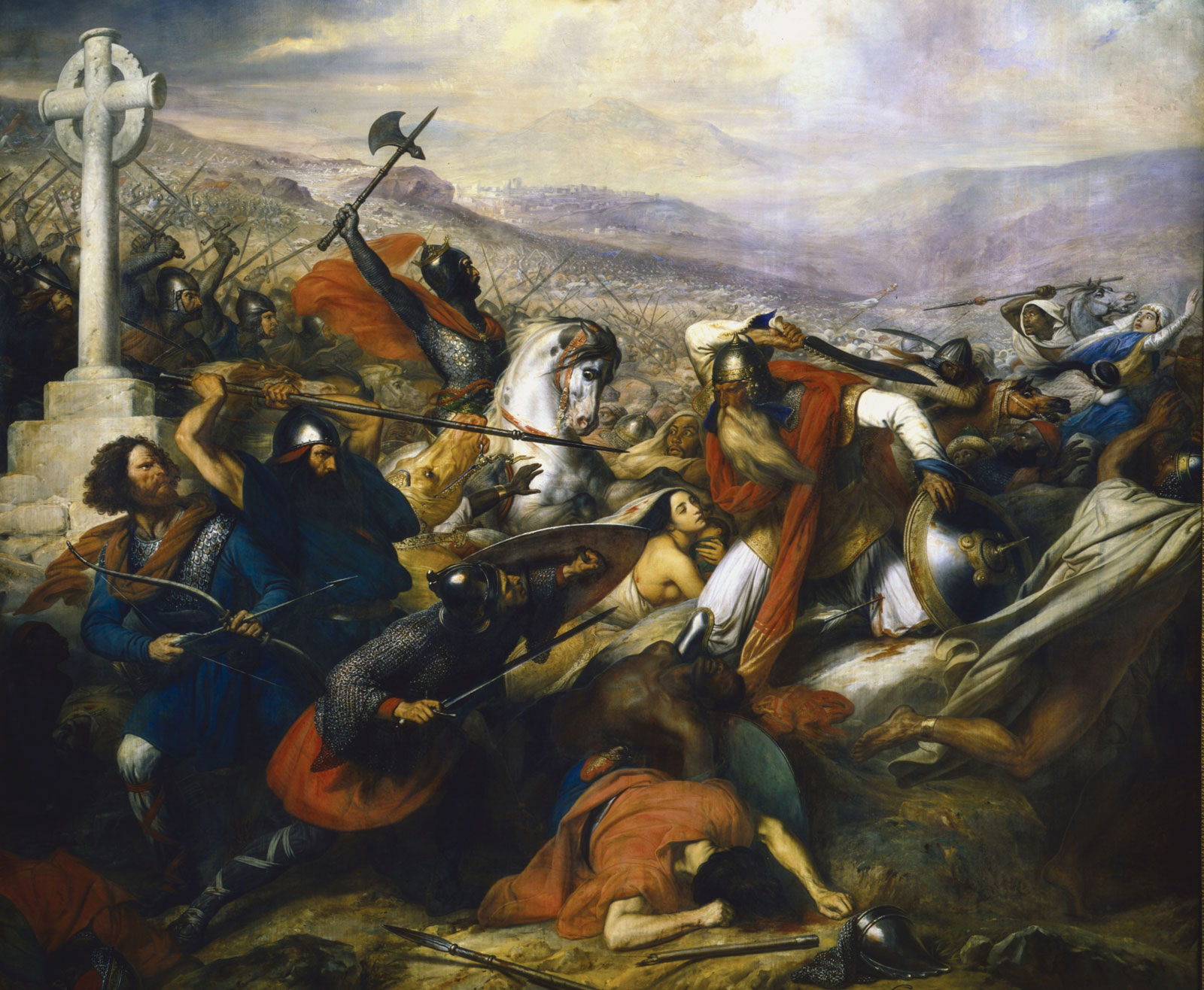
Bataille de Poitiers, en octobre 732.

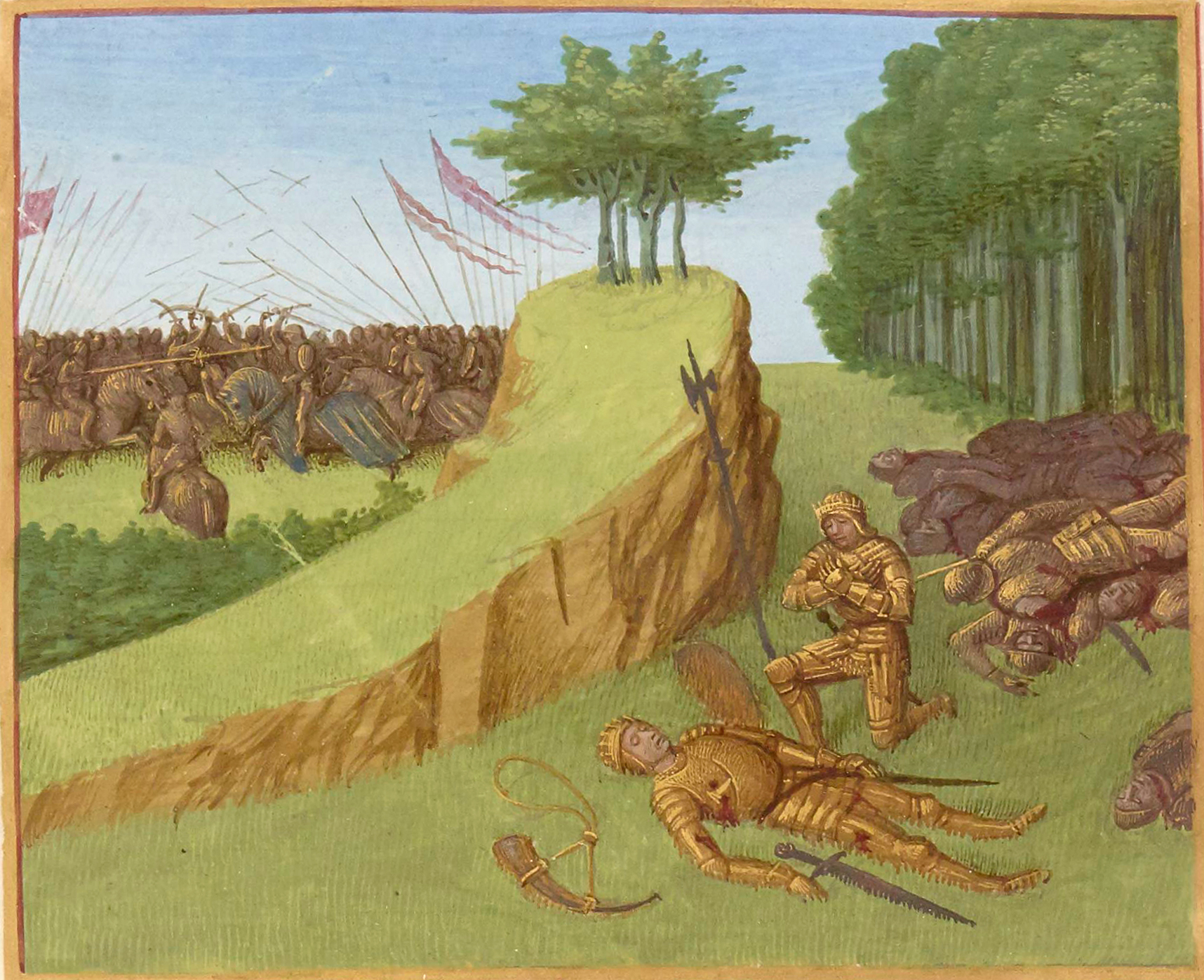
Miniature représentant la mort de Roland à la bataille de Roncevaux en 778 : Jean Fouquet, Tours, vers 1455-1460.

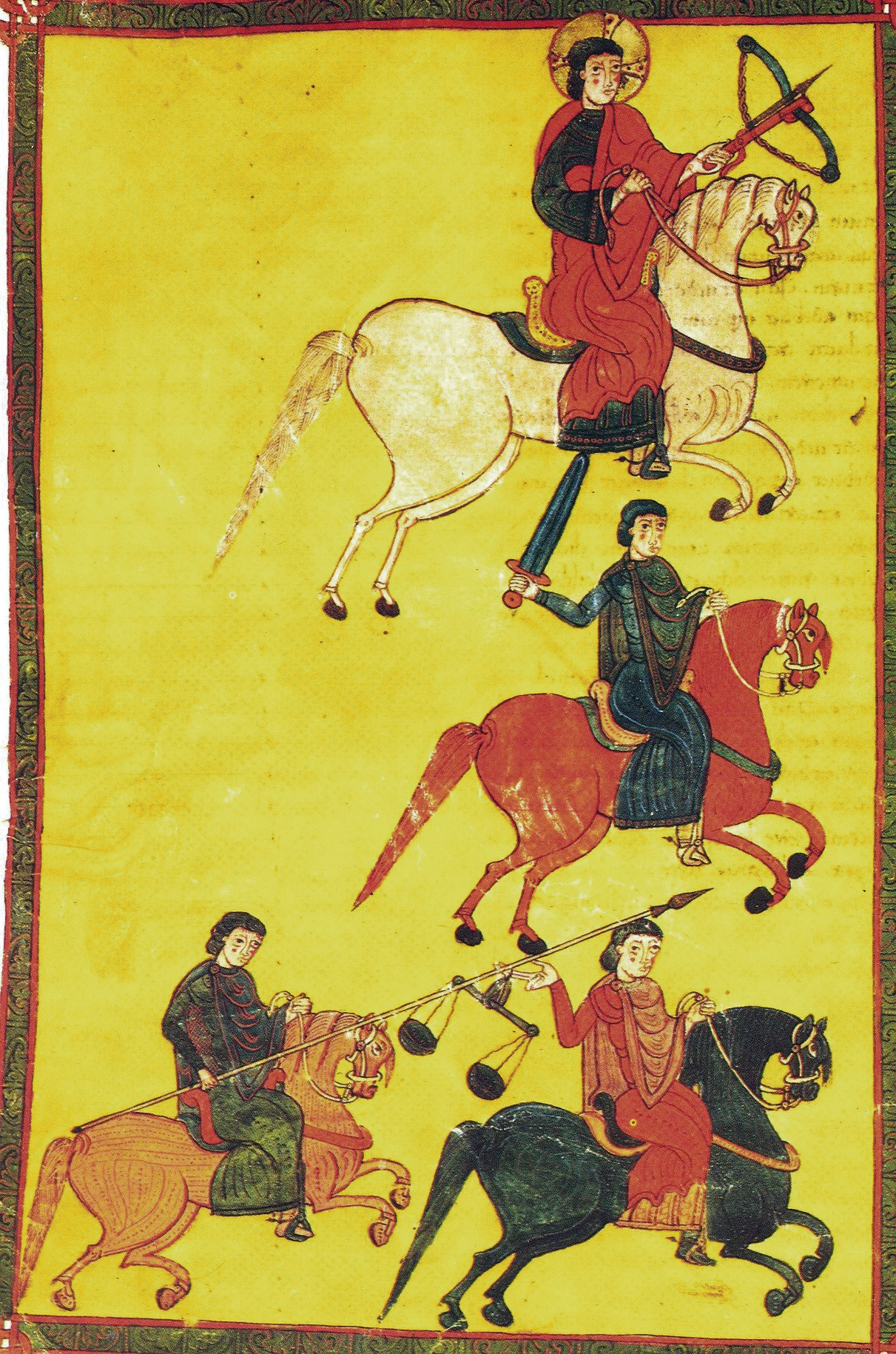
Enluminure sur parchemin de 1086, année de la bataille de Sagrajas. Les Quatre Cavaliers.

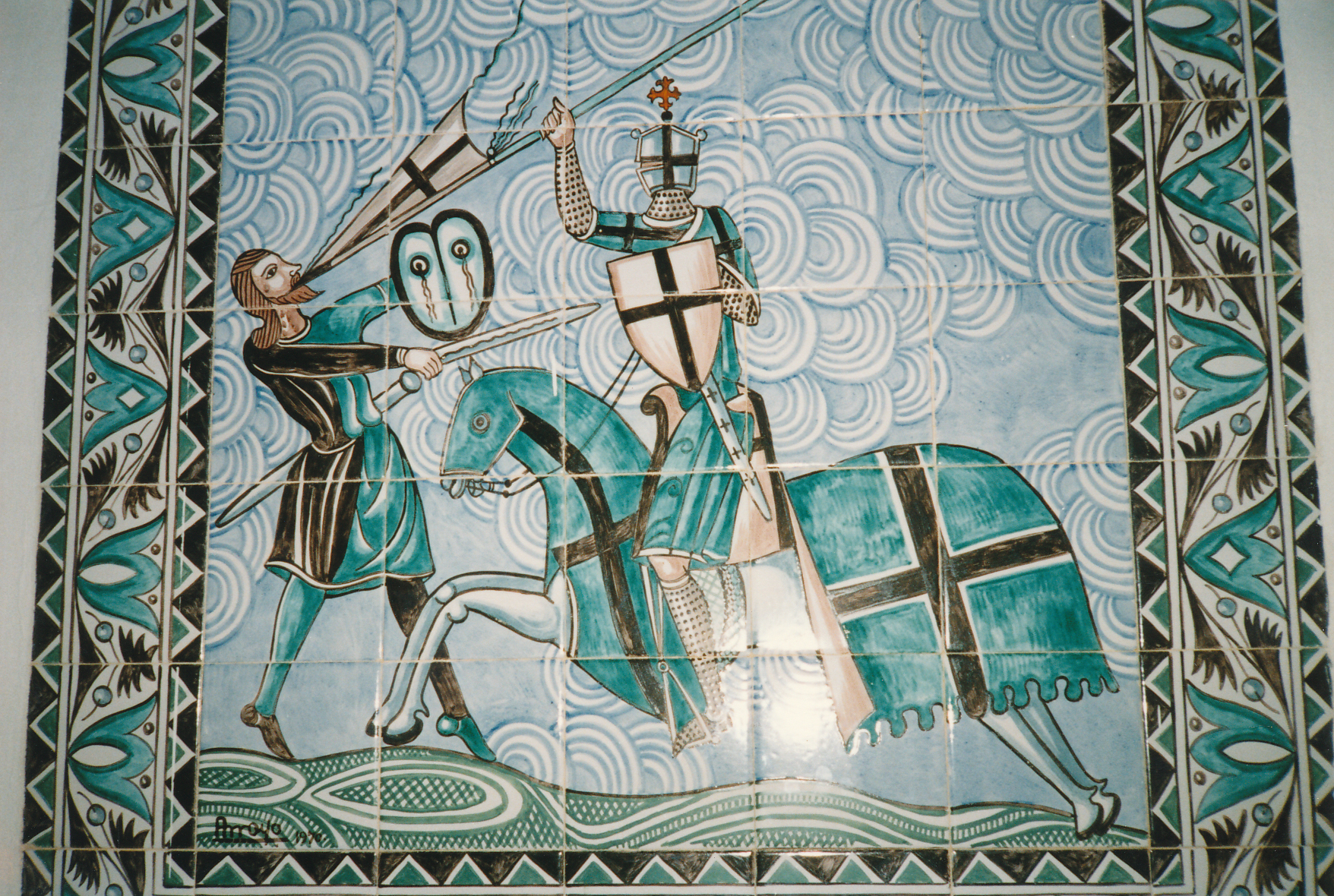
Un chevalier de Calatrava en combat.

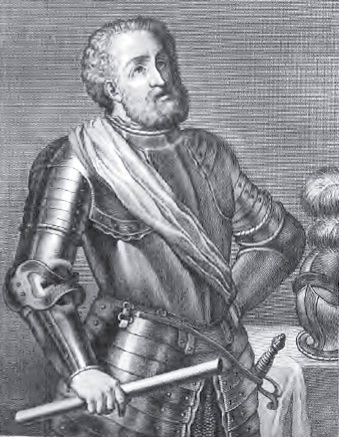
Rodrigo Díaz de Vivar dit Le Cid.

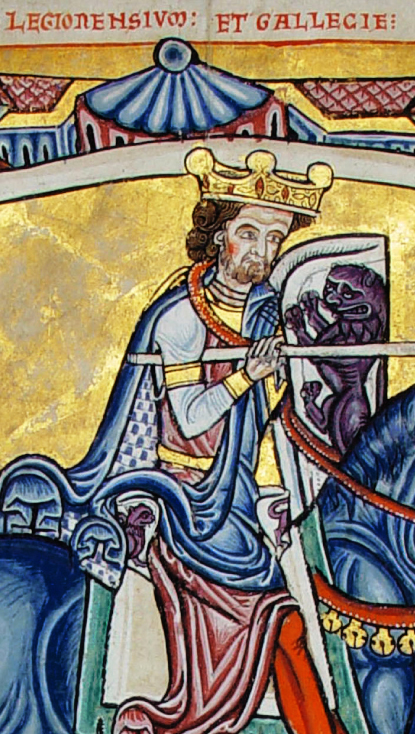
Alphonse IX de Léon. Enluminure du XIIIe siècle.

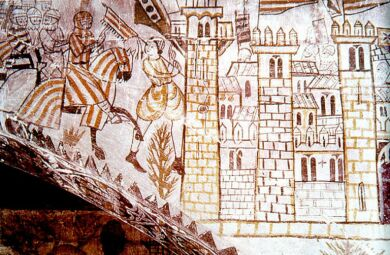
Peinture murale du château d'Alcañiz qui représente l'entrée du roi Jacques Ier à Valence.

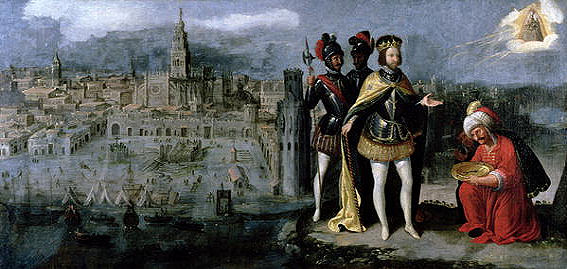
En novembre 1248, le caïd remet les clefs de Séville à Ferdinand III de Castille, tableau de Francisco Pacheco (vers 1625).

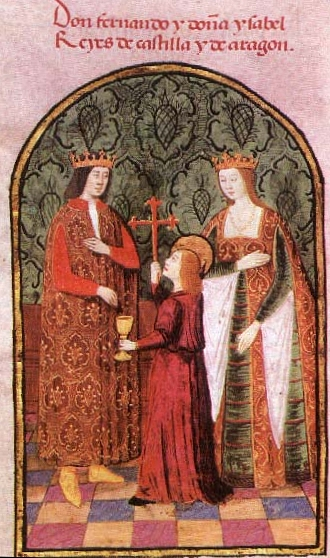
Les Rois catholiques.

- 718 (ou 722) : le noble wisigoth Pélage le Conquérant (Pelayo) défait le général musulman Ibn al-Qama al-Lakhmi lors de la — probablement légendaire — bataille de Covadonga[55]. Il constitue ainsi le premier noyau de résistance chrétienne contre l'islam et fixe sa capitale à Cangas de Onis.
- 719 : les musulmans prennent Narbonne et y chassent Ardo le dernier gouverneur wisigoth[56].
- 721 : bataille de Toulouse remportée par Eudes, duc d'Aquitaine et de Vasconie, sur l'émir musulman Al-Samh ibn Malik al-Khawlani[57].
- 725 : extension maximale de la conquête musulmane en Europe occidentale : l'émir musulman Anbasa ibn Suhaym Al kalbi prend Autun et Luxeuil-les-Bains et assiège Sens[58] qui n'est située qu'à seulement cent kilomètres de Paris.
- 732 :
  - l'émir musulman Abd al-Rahman ibn Abd Allah al-Rhafiqi remporte la bataille de la Garonne sur Eudes, duc d'Aquitaine et de Vasconie[59] et prend Bordeaux[60].
  - bataille de Poitiers, Charles Martel brise définitivement le projet musulman de conquête de la Gaule.
- 737 : bataille de la Berre, les troupes de Charles Martel et wisigothes détruisent une armée sarrasine en route vers l'actuelle France et mettent fin à la colonisation musulmane au Languedoc, toutefois la libération de la Septimanie se heurte à l'échec du siège de Narbonne[61].
- 742 : Lugo est prise aux musulmans par Alphonse Ier le Catholique[62].
- 743 : Astorga est prise par Alphonse Ier le Catholique[62] mais sera récupérée par les musulmans en 795[63].
- 750 : les forces d'Alphonse Ier le Catholique, roi des Asturies, occupent la Galice abandonnée par les Berbères[64].
- 759 : les Francs prennent Narbonne le dernier bastion musulman en France[65].
- 778 : une partie de l'armée de Charlemagne est défaite à la bataille de Roncevaux par les Vascons ; mort de Roland.
- 785 : les Francs prennent Gérone.
- 801 : les Francs prennent Barcelone, reprise en 985. Voir infra.
- 824 : Pampelune est prise par les Francs aux musulmans.
- 854 : Tuy est prise et peuplée par les Galiciens.
- 856 : Leon est prise par le roi Ordoño Ier d'Oviedo.
- 860 : prise d'Amaya.
- 868 : Porto est prise aux musulmans par le noble galicien Vimara Perez qui fonde le comté de Portugal.
- 902-903 : les musulmans s'installent à Majorque, puis dans toutes les Baléares[66].
- 929 : l'émir de Cordoue prend le titre de calife.
- 985 : Barcelone est de nouveau investie brièvement par les musulmans en 985. Cette bataille marque l'indépendance du comté de Barcelone de l'Empire franc. Voir sac de Barcelone (985).
- 997 : Saint-Jacques-de-Compostelle, symbole de la chrétienneté européenne, est ravagée par Almanzor[67].
- 1002 : mort d'al-Mansur.
- 1009 : début de la guerre civile dans l'Al-Andalus musulman (fitna).
- 1031 : morcellement du califat de Cordoue en 22 royaumes.
- 1045 : naissance de Rodrigo Díaz de Vivar dit El Cid Campeador, l'un des commandants chrétiens les plus influents de la Reconquista.
- 1064 : expédition de Barbastro : des troupes venues de France — commandées par Guillaume VIII d'Aquitaine — et d'Italie interviennent à l'appel du pape ; la ville de Barbastro est prise en juin mais redevient musulmane l'année suivante.
- 25 mai 1085 : Alphonse VI de León prend Tolède. La reconquête de l’ancienne capitale wisigothe eut un effet considérable.
- 1086 : les renforts des berbères almoravides permettent de vaincre Alphonse VI de León à la bataille de Sagrajas.
- 1094-1099 : Rodrigo Díaz de Vivar devient roi de Valence.
- 19 novembre 1096 : Pierre Ier d'Aragon remporte la bataille d'Alcoraz (probablement légendaire) qui lui ouvre les portes de Huesca dont il fait sa nouvelle capitale[68].
- 1102 : Barbastro est définitivement prise par les chrétiens du royaume d'Aragon[69], Valence est de nouveau reconquise par les musulmans[70].
- 30 mai 1108 : bataille d'Uclès, les troupes castillanes (chrétiennes) sont mises en pièces, l'infant Sancho, héritier unique trouve la mort.
- 24 janvier 1110 : l'armée musulmane est écrasée à la bataille de Valtierra.
- 1117-1118 : conquête du royaume de Saragosse par les Aragonais et leurs alliés francs.
- 1118 : prise de Alcalá de Henarés par les chrétiens.
- 1119 : prise de Tudèle, Borja, Tarazona et Soria.
- 1120 : bataille de Cutanda remportée par les Aragonais et leurs alliés francs face à une très forte armée musulmane.
- 1125-1127 : expédition du roi d'Aragon pour aider les mozarabes de Grenade qui assiègent la ville mais il doit se replier, ramenant avec lui quelque 10 000 mozarabes.
- 1137 : Alphonse VII de Castille et de León s'intitule « empereur d'Espagne ».
- 1147 : Alphonse Ier de Portugal prend Santarém et Lisbonne.
- 1151 : traité de Tudilén entre Alphonse VII de Castille, roi de Galice, de León et de Castille, et Raimond-Bérenger IV de Barcelone pour partager les zones d'influence et la conquête du Sud et du Levant.
- 1156 : création de l'ordre d'Alcántara.
- 1158 : création de l'ordre de Calatrava.
- 1170 : création de l'ordre de Santiago.
- 1177 : Alphonse VIII de Castille prend Cuenca.
- 1179 : traité de Cazola entre la Castille et l'Aragon.
- 1180 : Alphonse VIII de Castille s'empare de Plasencia (Estrémadure).
- 1195 : victoire des troupes du Califat almohade à la bataille d'Alarcos sur le royaume de Castille.
- 16 juillet 1212 : événement majeur de la Reconquista : la bataille de Las Navas de Tolosa est remportée par une coalition chrétienne menée par les rois de Castille, d'Aragon et de Navarre ainsi que des volontaires venus du royaume de León, du Portugal et de la France, et marque le début de la fin de la présence musulmane en péninsule Ibérique.
- 1217 : prise d'Alcácer do Sal par le royaume du Portugal débutant ainsi la grande Reconquista qui s'achèvera en 1248 avec la prise de Séville.
- 1229 :
  - Alphonse IX de León prend Cáceres.
  - Jacques Ier d'Aragon conquiert les Baléares, avec la conquête de Majorque.
- 1230 : Alphonse IX de León prend Badajoz et Mérida (Estrémadure). Il meurt peu de temps après, permettant à son fils, Ferdinand III de Castille, d'unir définitivement les deux royaumes.
- 1231-1288 : protectorat aragonais sur Minorque.
- 1236 : Castillans et Léonais prennent Cordoue.
- 1237 : les Aragonais remportent la bataille du Puig de Cebolla.
- 1238 : conquête du royaume de Valence par Jacques Ier d'Aragon.
- 1243 : Ferdinand III de Castille impose un protectorat au royaume de Murcie.
- 1246 : Castillans et Léonais prennent Jaén.
- 1248 : Castillans et Léonais prennent Séville (siège de Séville (1248)).
- 1248 : soulèvement à Valence.
- 1249 : Alphonse III de Portugal prend Faro, fin de la Reconquista au Portugal.
- 1262 : prise de Cadiz.
- 1264 : grande révolte mudéjare en Andalousie.
- 1275 :
  - soulèvement à Valence.
  - bataille d'Ecija, victoire musulmane des Mérinides du Maroc sur le royaume de Castille.
- 1287 : achèvement de la conquête des îles Baléares avec la prise de Minorque.
- 1292 : prise de Tarifa.
- 1309 : accord de défense entre Zianides du Maghreb central et Nasrides de Grenade.
- 1340 : bataille du rio Salado (Tarifa), victoire de la coalition chrétienne castillano-portugaise sur la coalition musulmane mérino-nasride qui marque la fin des interventions des Berbères du Maghreb en péninsule Ibérique.
- 1343 : prise d'Algésiras.
- 1410 : prise d'Antequera[71].
- 1469 : prise de Gibraltar par les chrétiens.
- 1487 : prise de Malaga[72].
- 1489 : prise d'Almería[73].
- 2 janvier 1492 : les Rois catholiques prennent Grenade, fin de la Reconquista.

### Participants étrangers à la Reconquista

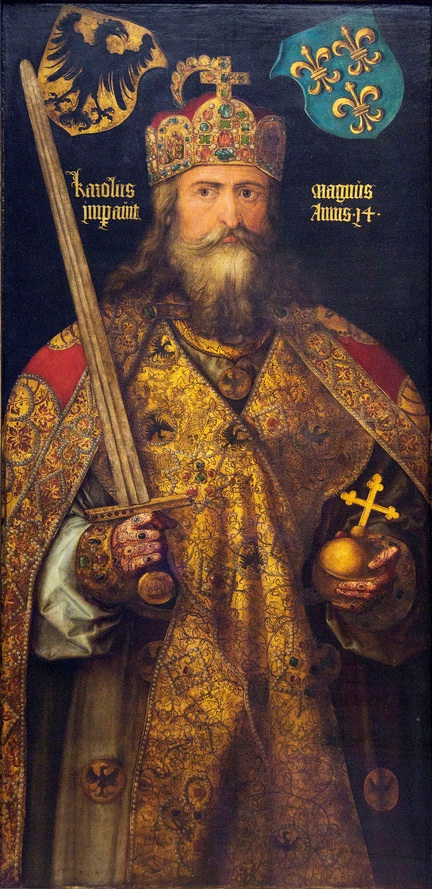
Portrait imaginaire de Charlemagne, par Albrecht Dürer. Le manteau et les blasons au-dessus de sa tête montrent l'aigle allemand et le lys français.

La Reconquista ne fut pas seulement l'affaire d'Espagnols ou de Portugais, de nombreux chevaliers de toute l'Europe y participèrent et le Portugal fut même fondé par un membre de la maison de Bourgogne, Henri de Bourgogne, 1er comte du Portugal ; la principauté d'Andorre qui existe encore à nos jours trouve ses origines dans la zone tampon dénommée marche d'Espagne et créée par Charlemagne pour protéger le Royaume franc d'une éventuelle invasion musulmane.
- Roger Ier de Tosny (Normand) (vers 1020).
- Guillaume VIII d'Aquitaine, lors de l' « expédition militaire» de Barbastro (1064).
- Robert Crispin (Normand), lors de l' « expédition militaire » de Barbastro (1064).
- Guillaume de Montreuil (Normand), lors de l' « expédition militaire » de Barbastro (1064).
- Ebles de Roucy (1064).
- Raymond de Saint-Gilles, lors de l'expédition de Tudela (1087).
- Rotrou du Perche en 1114.
- Gaston IV de Béarn dit le Croisé à partir de 1105.
- Guillaume IX d'Aquitaine en 1117.
- Bernard de Sédirac en 1118, s'illustre dans la prise d'Alcala de Henares[74].
- Raymond de Bourgogne (1059-1107), second fils du duc de Bourgogne. Comte de Galice, il se maria avec l'héritière de Castille et León, Urraque de Castille, fille d'Alphonse VI de Castille.
- Henri de Bourgogne (1066-1112), petit-fils de Robert Ier de Bourgogne. Comte de Portugal, il se maria avec Thérèse de León, fille d'Alphonse VI de Castille, et eurent Alphonse Henriques fondateur du Portugal.
- Robert Burdet (Normand) se taille une principauté autour de Tarragone (1128-1161).
- Hervey de Glanvill (en), Arnold III d'Aerschot, Christian de Ghistelles, Simon de Dover, André de Londres (en), Saher d'Archelle participent au siège et à la prise de Lisbonne en 1147
- Arnaud Amaury participe à la bataille de Las Navas de Tolosa le lundi 16 juillet 1212.
- Nuno Sanche accompagne le roi Jacques Ier d'Aragon lors de la conquête de Majorque (1229).
- Olivier de Termes est un compagnon de Nuno Sanche à Majorque.
- Chabert de Barbaira participe également à la conquête de Majorque.
- James The Good participe avec le roi Alphonse XI dans la guerre contre les Maures et est tué à la bataille de Teba (en) en 1330.
- Le prince français Philippe III de Navarre participa avec le roi Alphonse XI de Castille au siège d'Algéciras en 1342 mais fut tué au combat.